# Résidence de Munich
La résidence de Munich, appelée aussi palais de la Résidence (en allemand : Münchner Residenz), était le château des ducs, princes-électeurs et rois de Bavière de la famille de Wittelsbach, au cœur de Munich. 
Elle comporte dix cours et 130 pièces réparties en trois ensembles : les appartements royaux (Königsbau), jusqu'à la Max-Joseph-Platz, l'Ancienne Résidence (Alte Residenz), jusqu'à la Residenzstraße et le bâtiment de la salle des fêtes (Festsaalbau), jusqu'aux jardins de cour. Avec plus de 40 000 mètres carrés de surface au sol, la résidence de Munich est le plus grand palais de ville en Allemagne et, avec plus de 150 salles d’exposition, l’un des musées de palais les plus importants d’Europe.
La construction de la résidence s'étale sur plusieurs siècles. On y trouve donc un mélange de styles Renaissance, baroque, rococo et classique. Sur la Residenzstraße, on peut voir, à l'entrée principale, quatre lions en bronze.

## Construction

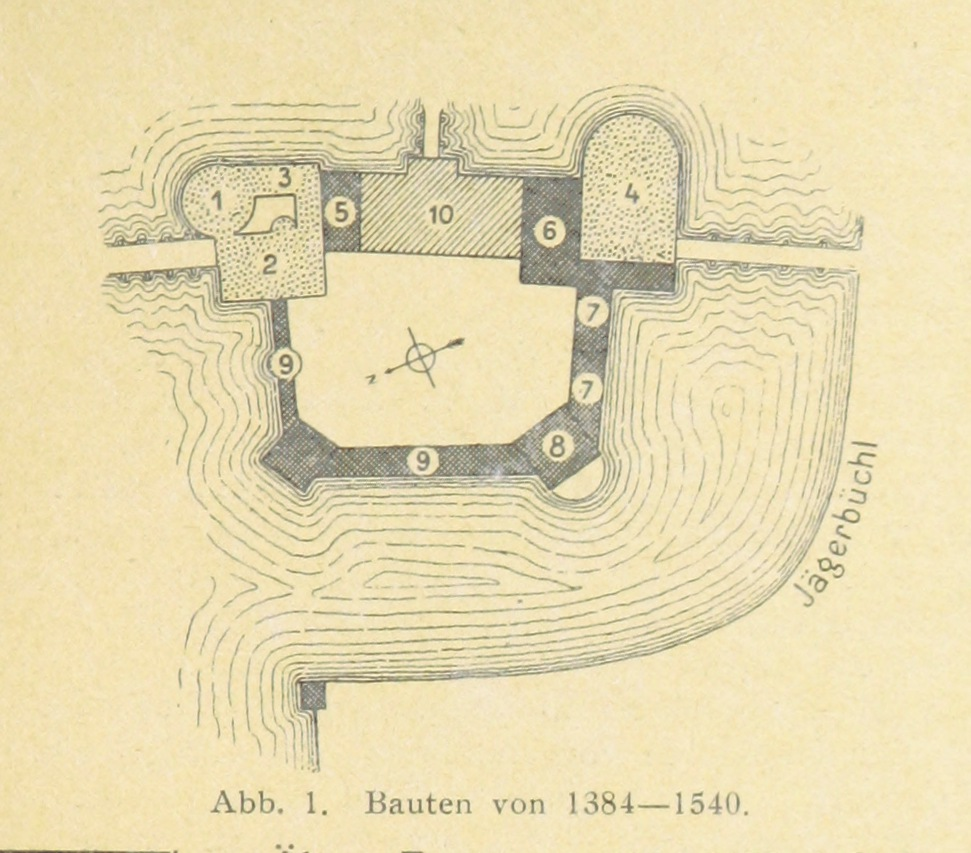
La Neuveste (forteresse nouvelle).

À l'emplacement de la résidence actuelle, se trouvait la Neuveste (forteresse nouvelle) qui a servi de refuge pour Jean II de Bavière lors des soulèvements populaires. Sa construction a commencé dès 1363 et a été achevée en 1385. La résidence officielle était cependant l'Ancienne Cour (de) qui a été construite à la fin du XIIe siècle et servit de siège du duché de Haute-Bavière à partir de 1255. C'est là que résidait le duc bavarois et empereur allemand Louis IV. L'Ancienne Cour, qui est également préservée, se trouve à l'ancien centre de la ville tandis que la Neuveste faisait partie de l'enceinte de la ville. À partir de 1387, Munich est devenue la résidence du duché de Bavière-Munich. La Neuveste a été modifiée et agrandie au fil des siècles et allait devenir ce qui est aujourd'hui la Résidence. Ses voûtes souterraines et les soubassements sont encore visibles aujourd'hui dans la Cour de la pharmacie (Apothekenhof) de la résidence.

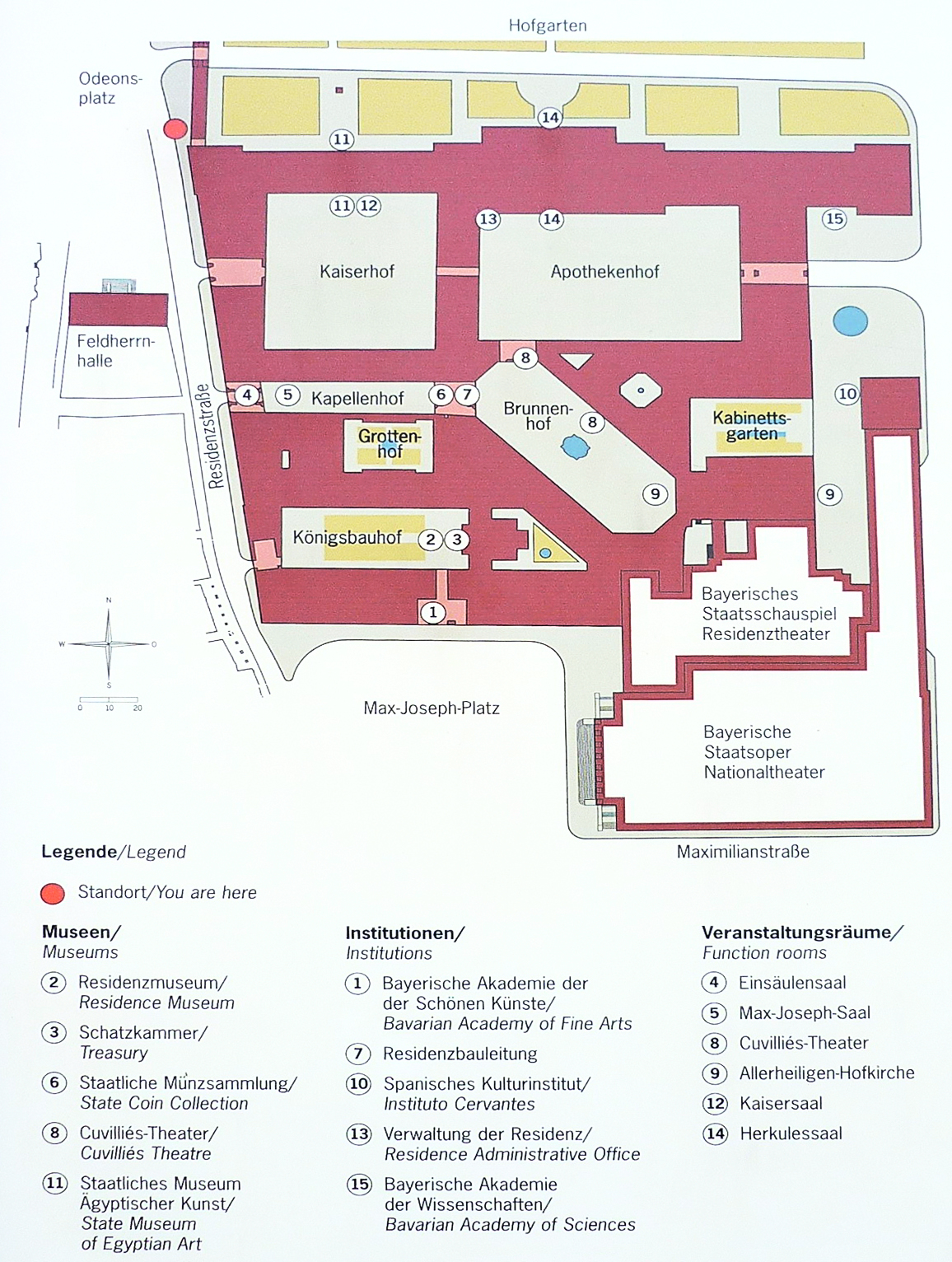
Plan de la Résidence.

Cependant, ce n'est que dans la première moitié du XVIe siècle que le duc Guillaume IV de Bavière a finalement déménagé le siège princier à la Neuveste. Sous Albert IV, la Bavière fut réunifiée en 1503. Celui-ci fit construire « une chambre artificielle » par Wilhelm Egkl dans le bâtiment des écuries (aujourd'hui le département du patrimoine du Land de Bavière). Comme la place n'était pas suffisante pour abriter la vaste collection de sculptures, Simon Zwitzel et Jacopo Starda ont édifié (entre 1568 et 1571) l'Antiquarium, la plus grande salle Renaissance au nord des Alpes.
En 1580-1581, le duc Guillaume V fait construire le Witwenstock (« appartement de la veuve ») pour la duchesse Anne. Entre 1581 et 1586, l'architecte Friedrich Sustris (de) dessine les jardins de la grotte. En 1590, la Salle noire fait suite à l'Antiquarium. On entame alors, toujours sous la direction de Sustris, la construction de l'aile du prince héritier, au nord du Witwenstock. Sous le duc Maximilien Ier, futur prince-électeur, on ajoute une chapelle (1601-1603), et, entre 1611 et 1619, des chambres pour la cour impériale, la salle et l'escalier impériaux.

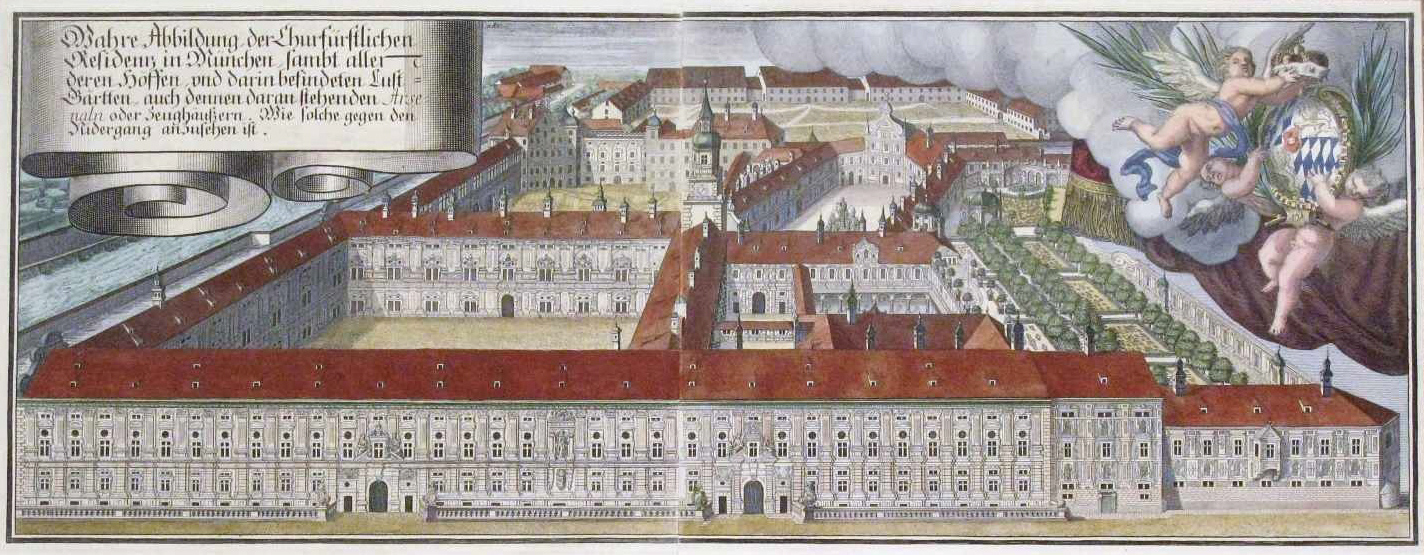
La Résidence, XVIIIe siècle.

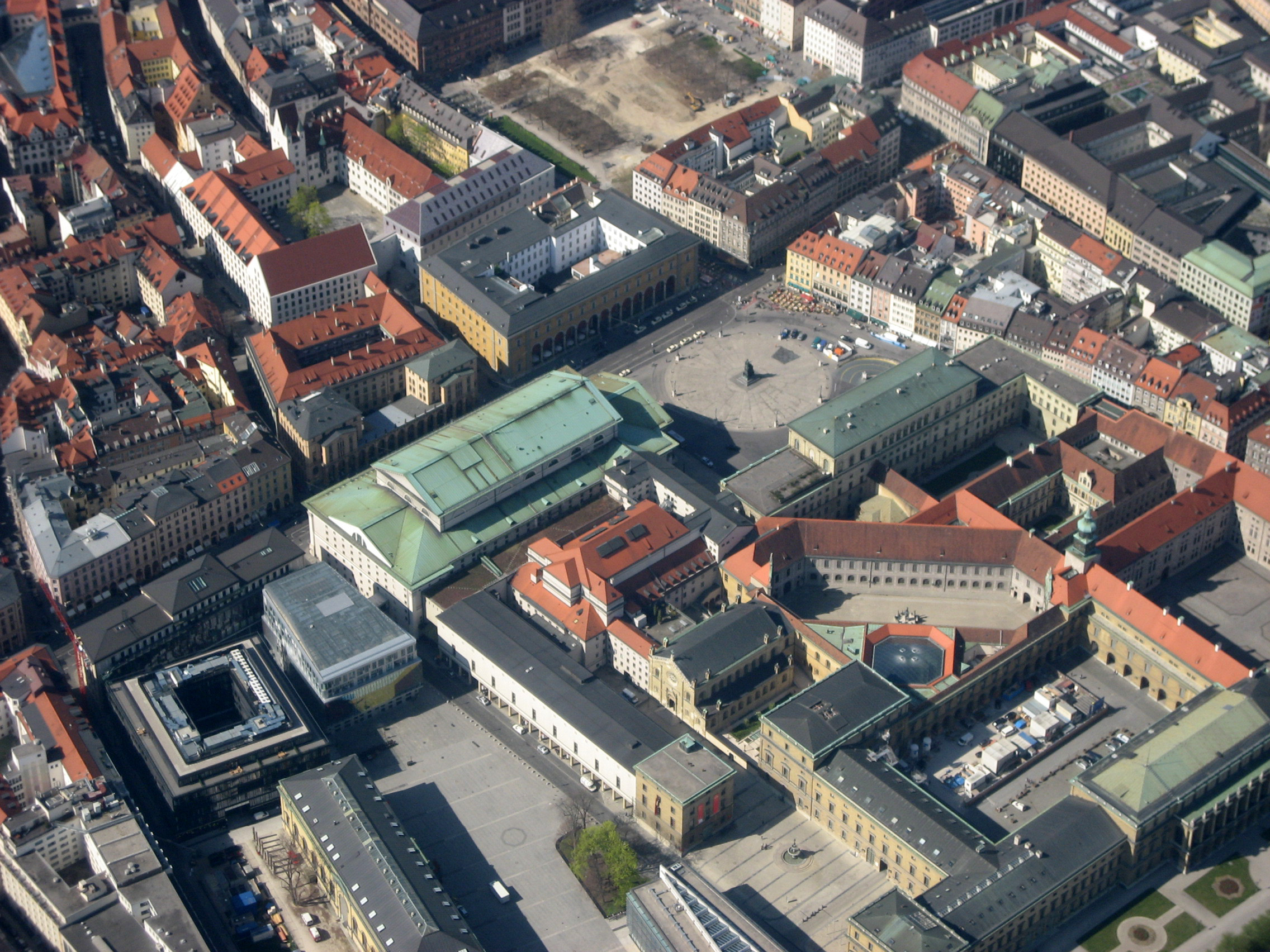
La Résidence (vue aérienne).

En style baroque, sous Ferdinand-Marie de Bavière, la Salle papale est dédiée à Pie VI, transformée plus tard en appartements pour la princesse électrice. Les élargissements de Maximilien-Emmanuel de Bavière eurent lieu à la fin de sa vie : on leur doit la Chambre d'Alexandre et les appartements d'été, le reste ayant disparu dans l'incendie de 1729. Son fils et successeur, le prince-électeur Charles VII du Saint-Empire fit ajouter la chambre somptueuse et la galerie verte.
Au rez-de-chaussée, entre 1726 à 1730, on aménage la galerie des ancêtres et la salle du trésor. Toutes ces constructions ont servi à la gloire de la maison impériale. Sous le prince-électeur Maximilien III Joseph, on ajoute des appartements pour le prince-électeur et le théâtre de la résidence, appelé le « Théâtre Cuvilliés », un chef-d'œuvre de style rococo. À l'époque, les palais d'été à l'extérieur de la ville étaient également utilisés par la cour : le château de Nymphembourg et le château de Schleissheim.
L'apogée de la construction a lieu sous le roi Louis Ier qui demande à l'architecte Leo von Klenze de réaliser un bâtiment de style classique sur le modèle des palais florentins Pitti et Rucellai, ainsi que la chapelle d'après celle du palais de Palerme.
Vers 1870, le roi Louis II de Bavière a apporté sa touche en faisant construire par August von Voit un jardin d'hiver de vastes dimensions (70 x 17 m) dans l'aile nord-ouest. Il s'agit d'une serre en fer et en verre de neuf mètres de haut, où se trouvaient des espèces exotiques (faune et flore), un lac artificiel et un kiosque mauresque, une grotte de pêcheur et une fresque panoramique. En 1897, après le décès de Louis II, on a démonté cette construction aussi spectaculaire qu'onéreuse.

## Destruction et reconstruction
Au cours de la Seconde Guerre mondiale, la résidence a subi de graves dommages. Des 20 000 m2 de la toiture, il ne restait que 50 m2, aussi la Résidence a-t-elle été reconstruite après le conflit. Toutefois, des parties ont été définitivement perdues : les fresques de l'église de tous les saints, les appartements du pape, la salle du trône (devenue nouveau salon d'Hercule).
Le théâtre Cuvilliés a également été reconstruit mais à un endroit différent, à partir de 1958. Les travaux se sont échelonnés jusqu'en 1985. En 1985, sur la base de sources écrites, les deux salles de fêtes du XVIIe siècle qui avaient été perdues depuis 1799, la Kaisersaal et la Vierschimmelsaal, ont été reconstruites et meublées avec les peintures et les tapis conservés. De 2016 à 2021, l’escalier jaune du Königsbau a été reconstruit. C’était autrefois l’entrée principale des appartements royaux de Louis Ier.
Les travaux de la Résidence sont toujours en cours à ce jour.

## Musée et trésor
Fondé par le duc Albert V, le trésor abrite, en dix salles, les bijoux de la maison de Wittelsbach. La collection, de plus de 1200 pièces, est une des plus importantes au monde, contenant les insignes, les couronnes, les épées, des pièces d'orfèvrerie, de cristal de roche, d'ivoire et d'objets nombreux comme des objets précieux de table et de toilette. 

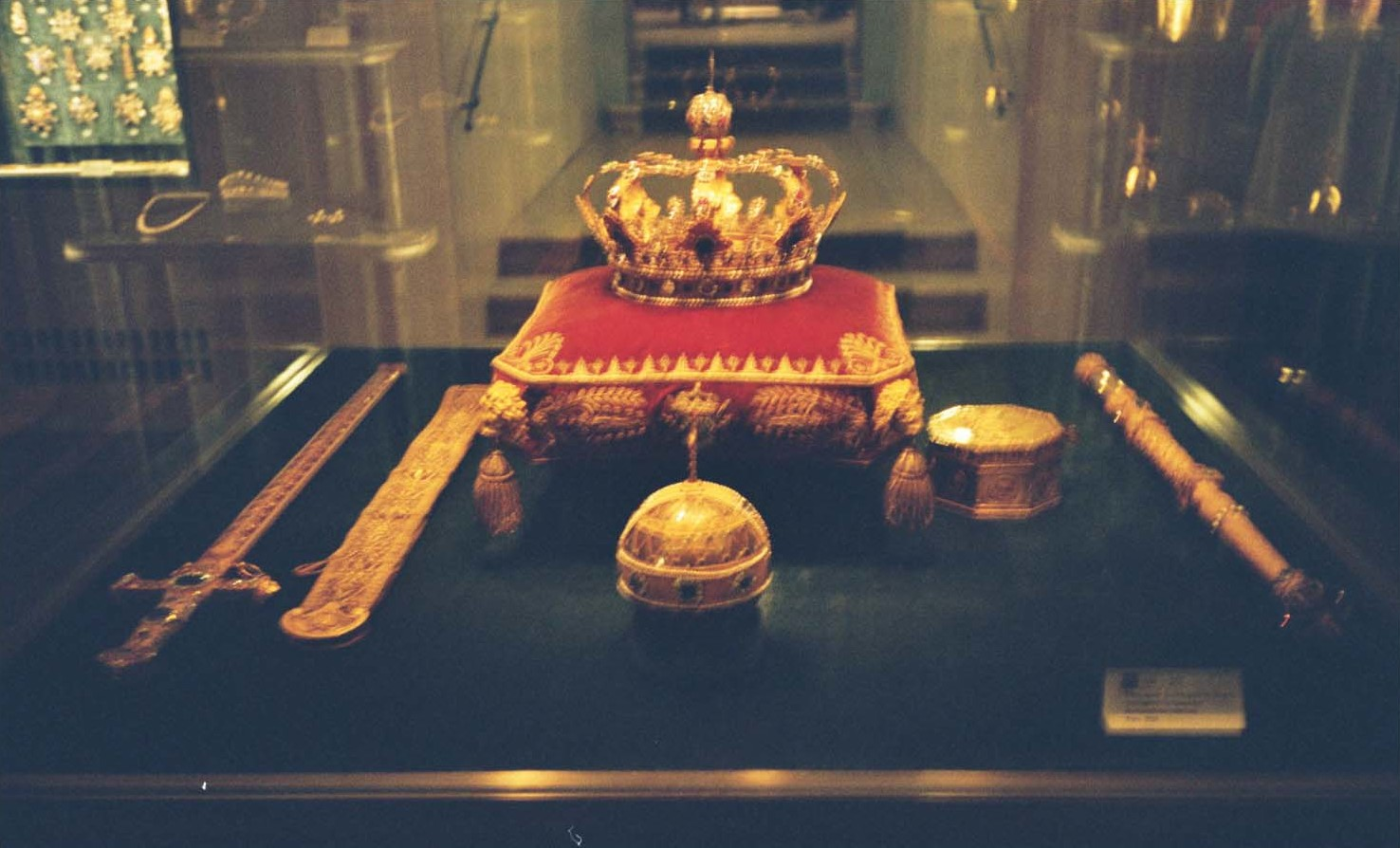
Les joyaux de la couronne.

Parmi les objets exposés, on trouve le livre de prières de Charles le Chauve (vers 860), la couronne de l'impératrice Cunégonde, le reliquaire de la Vraie Croix qui a appartenu à saint Henri, une croix impériale de la reine Gisèle (vers 1000), la couronne d'une reine d'Angleterre (vers 1370), la célèbre statuette de saint Georges (Munich, vers 1599), les insignes des rois bavarois, y compris des insignes de l'empereur Charles VII, des épées de cérémonie et des bijoux en rubis qui ont appartenu à la reine Thérèse. L'art et l'artisanat non-européen est représenté, avec des porcelaines chinoises, des ivoires de Ceylan et des poignards turcs.
Le sommet du G7 1992 s’y tient.

## Galerie d'images

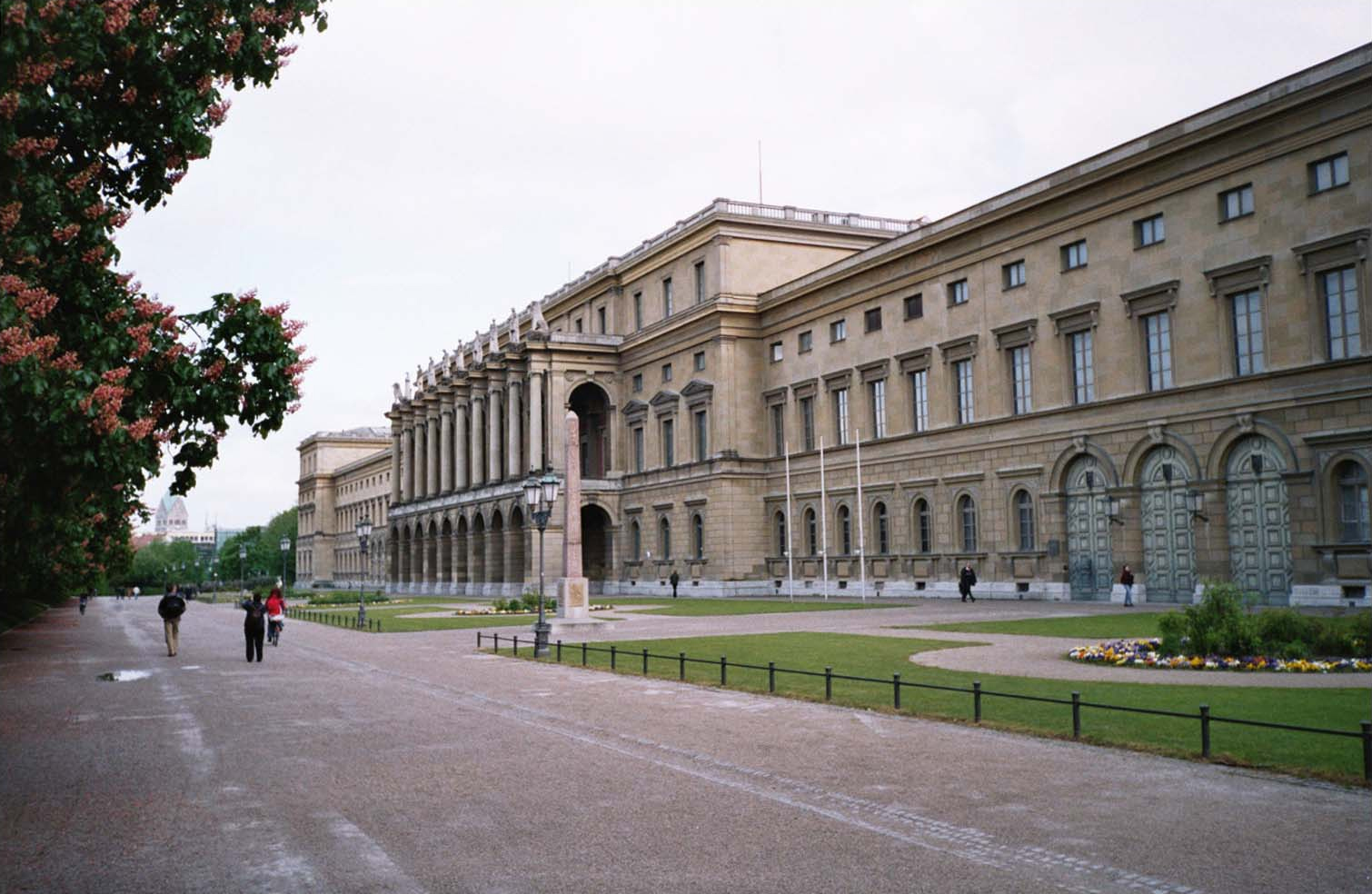
Bâtiment de la salle des fêtes.
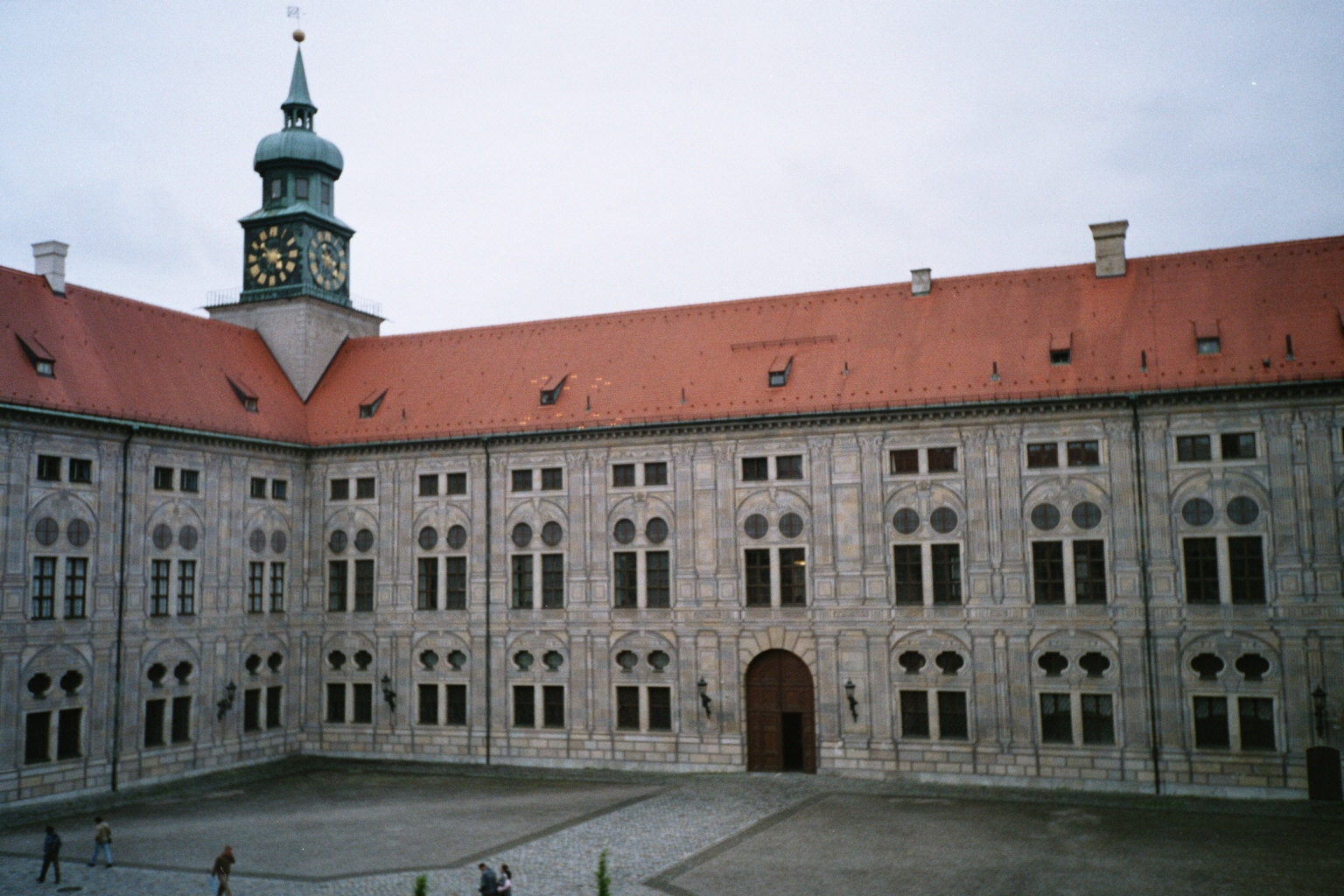
Château impérial.
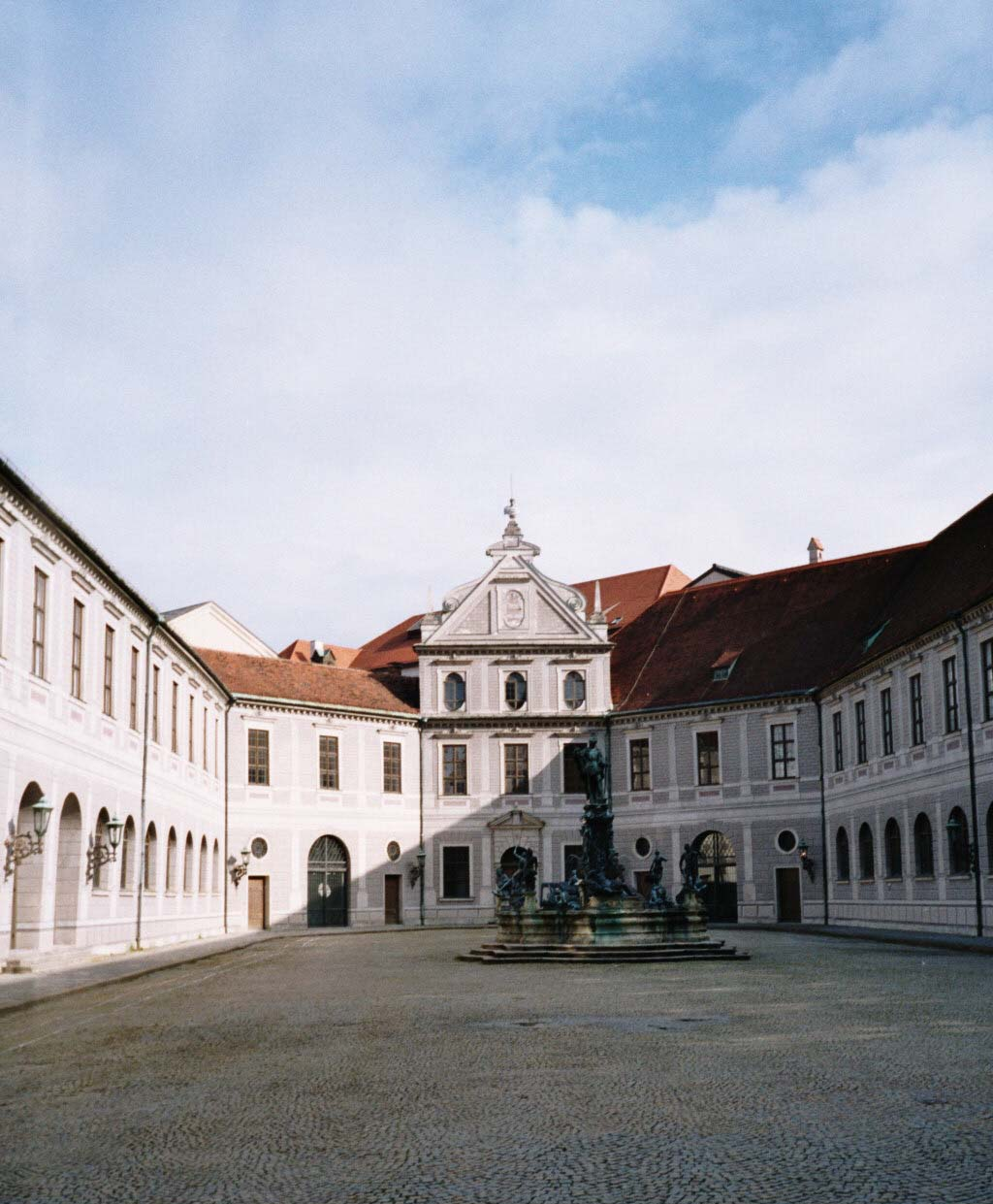
Cour de la Pharmacie.
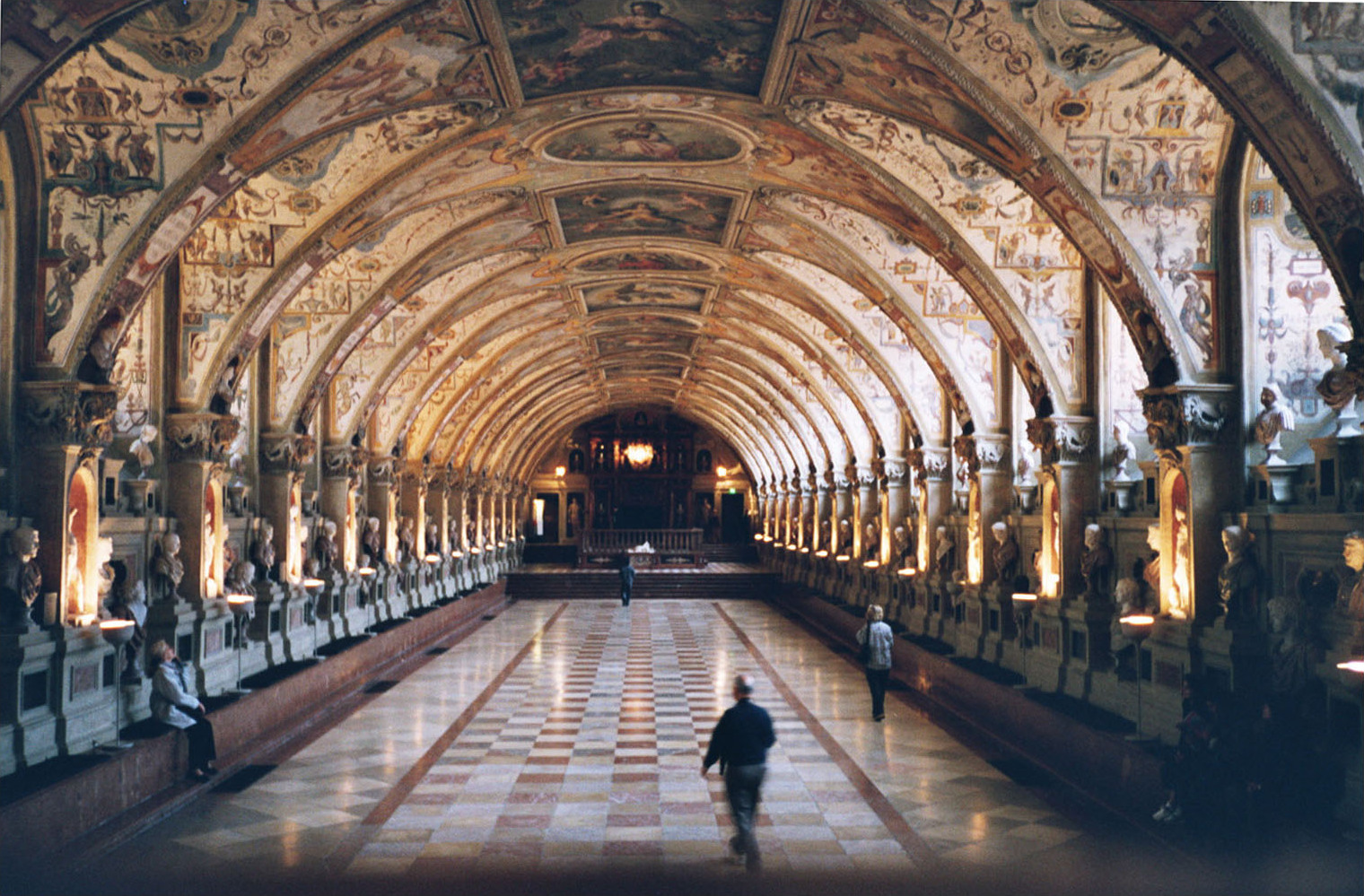
L'Antiquarium.
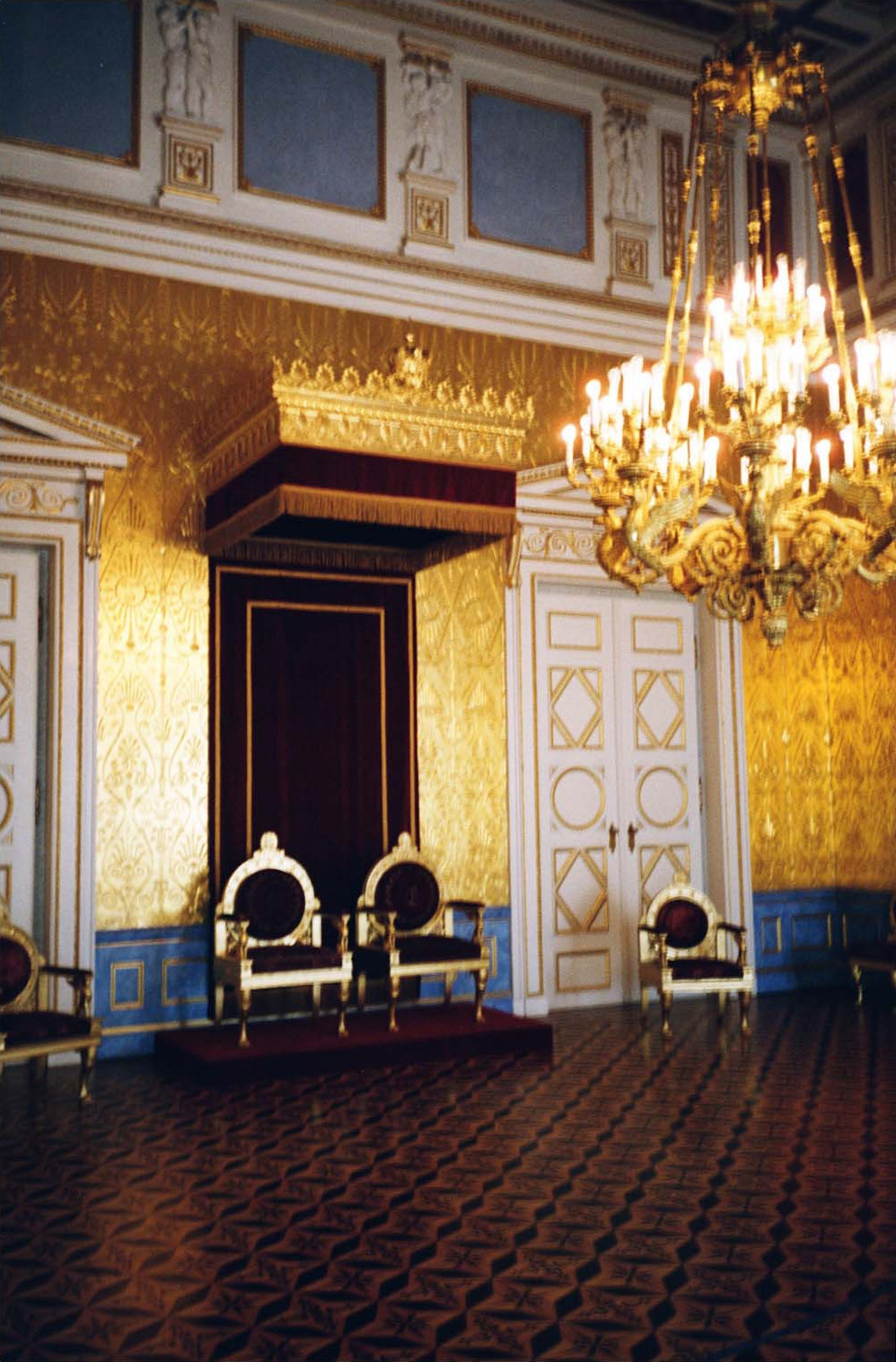
Salle du trône.
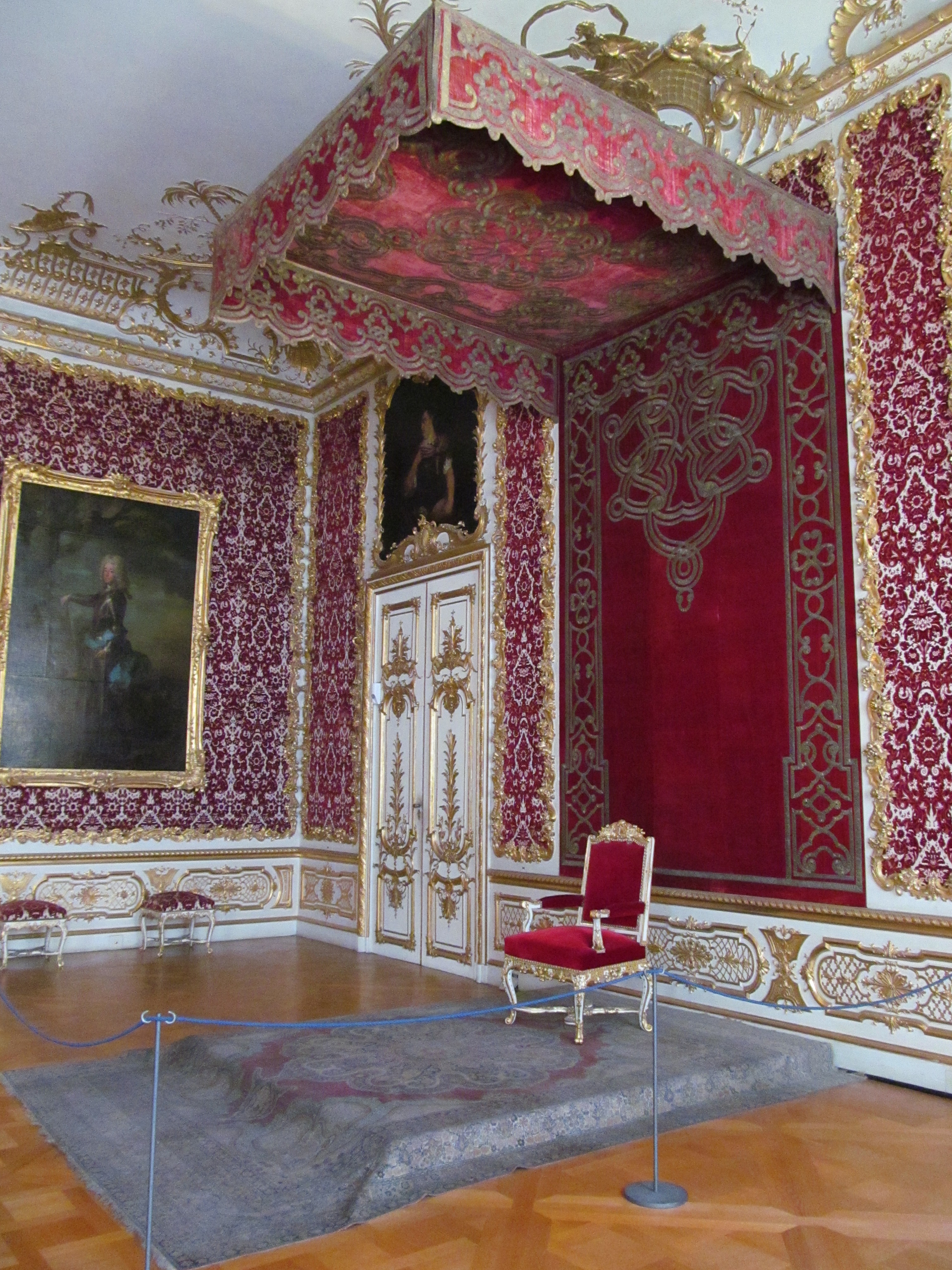
Chambre d'audience.
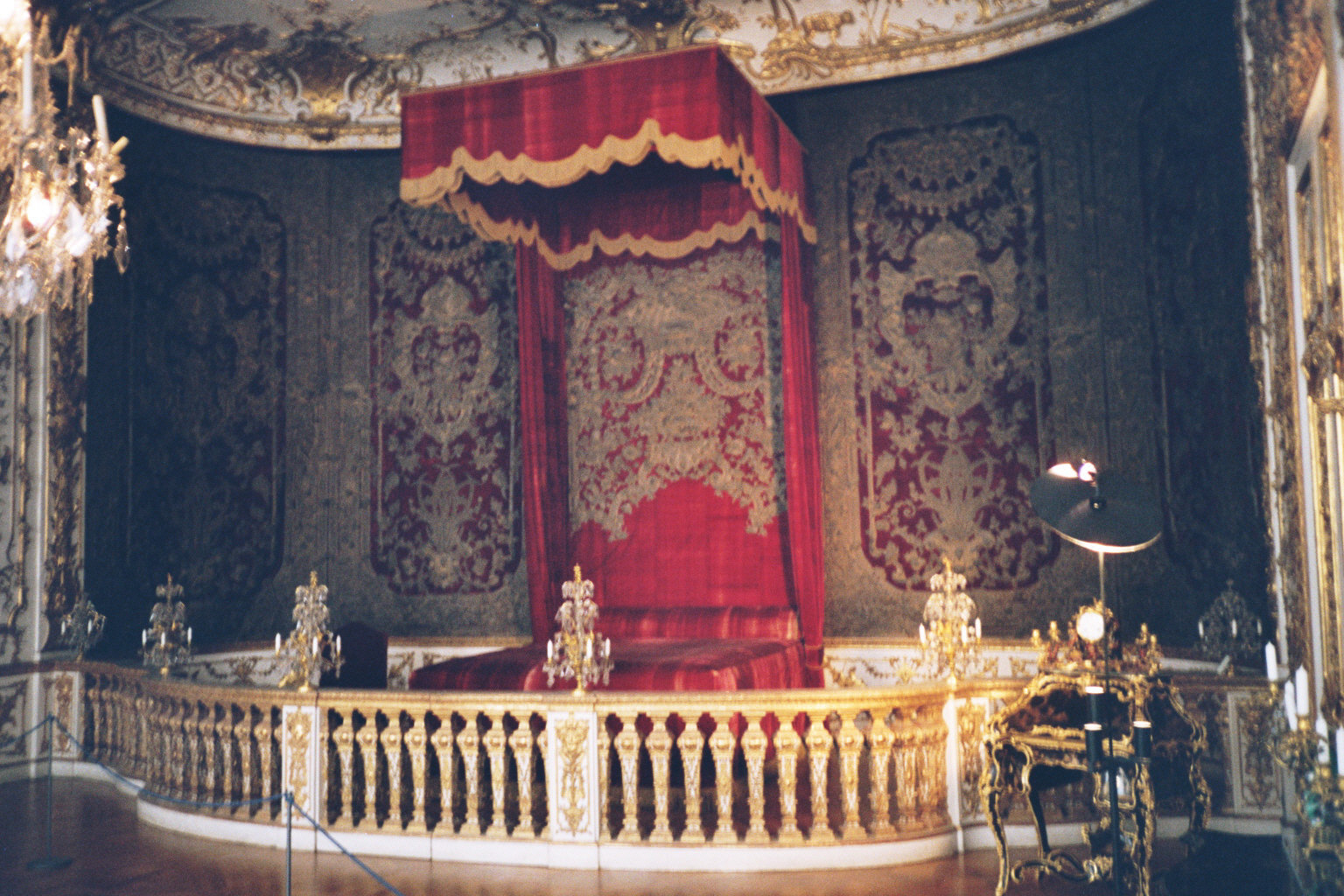
Chambre d'apparat.
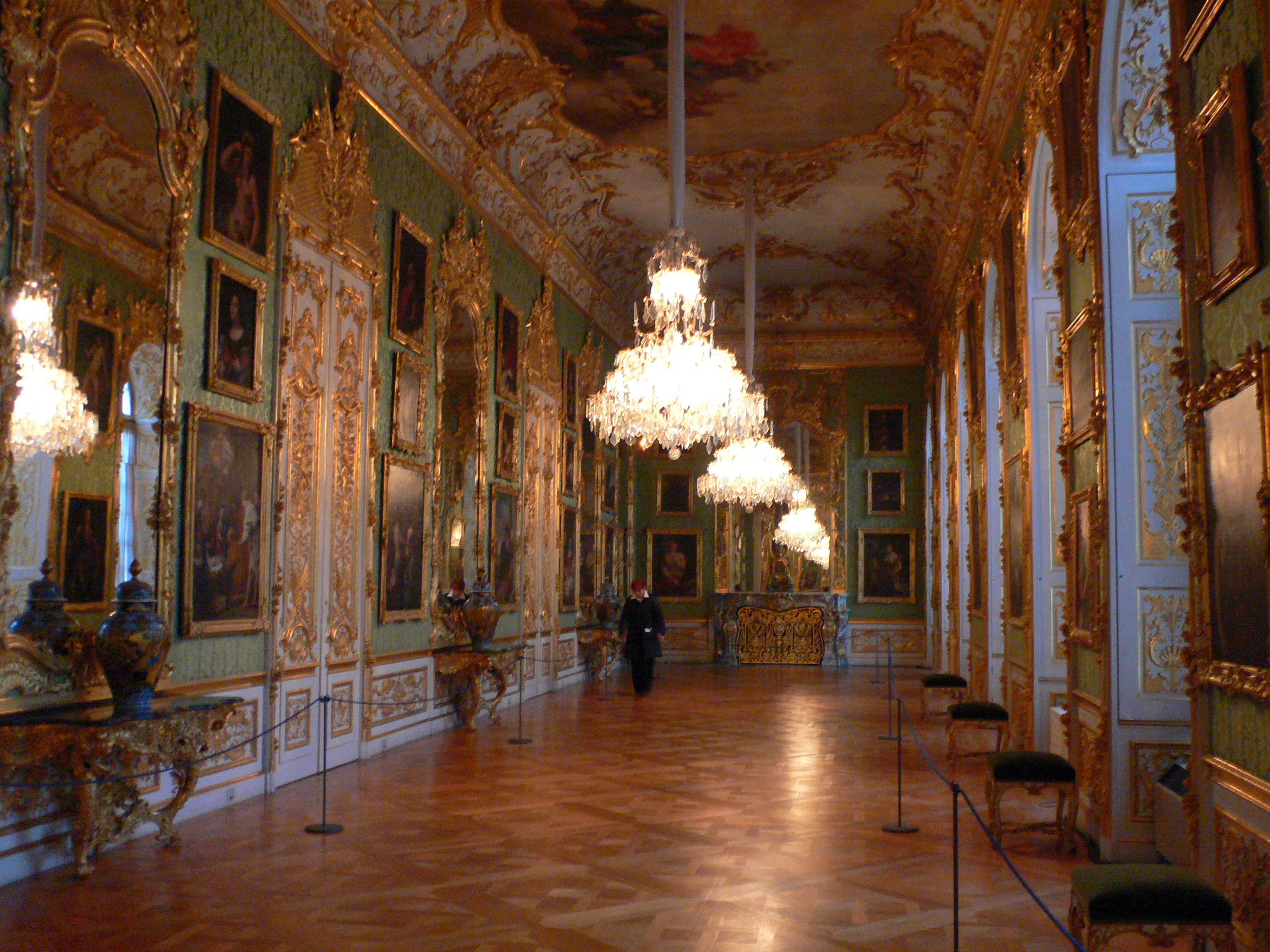
Chambre verte.
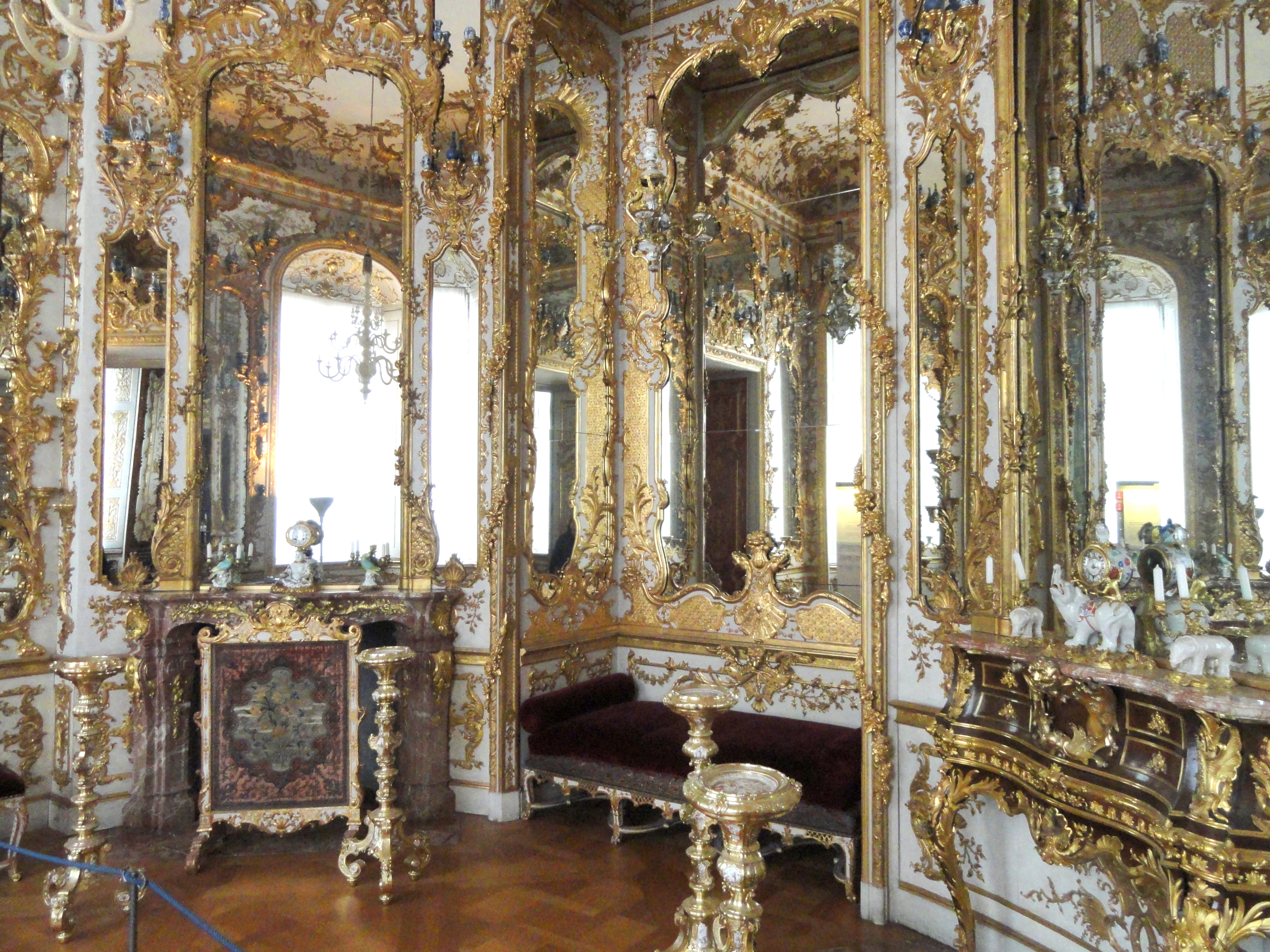
Chambre des miroirs.
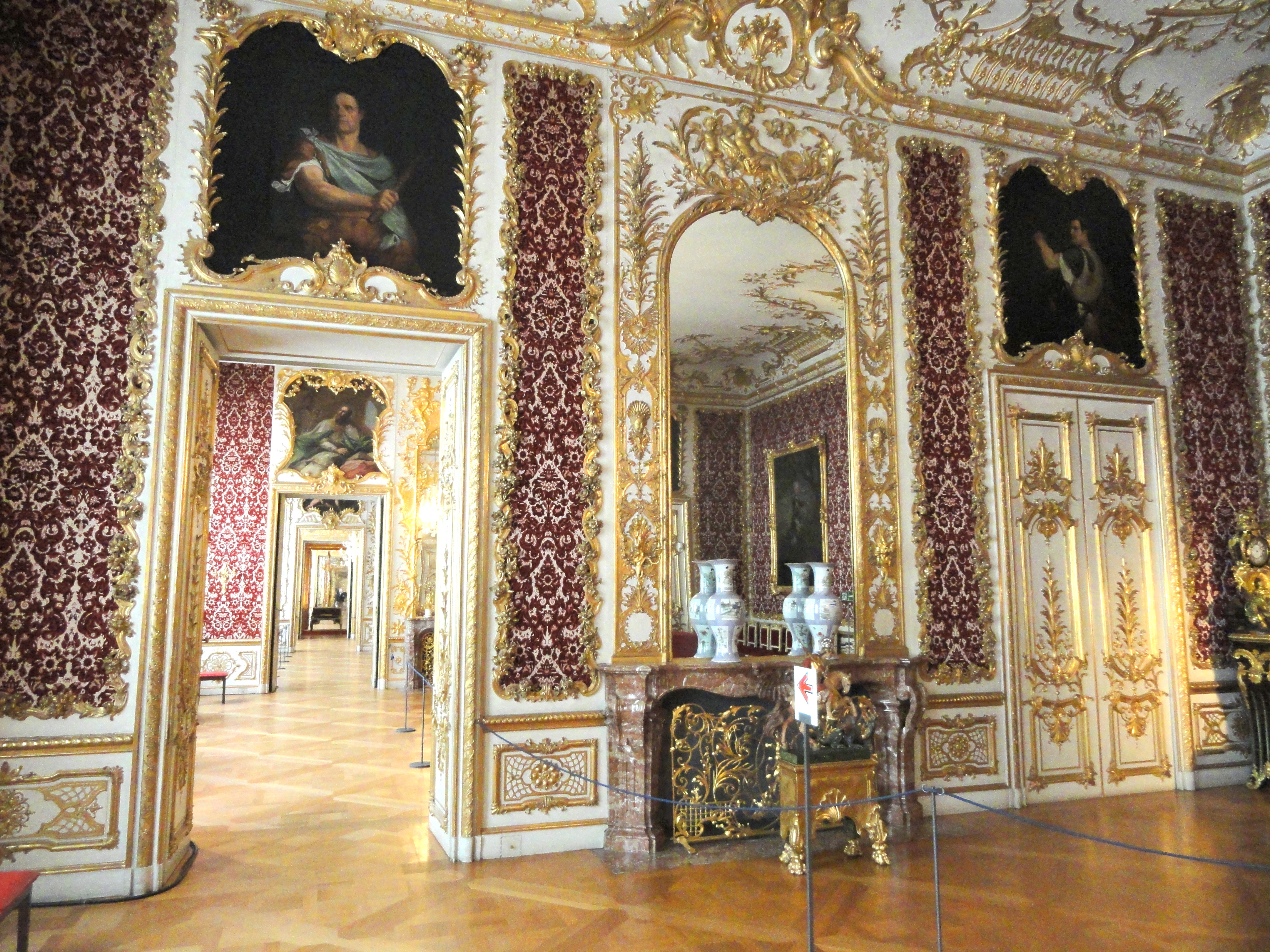
Enfilade.
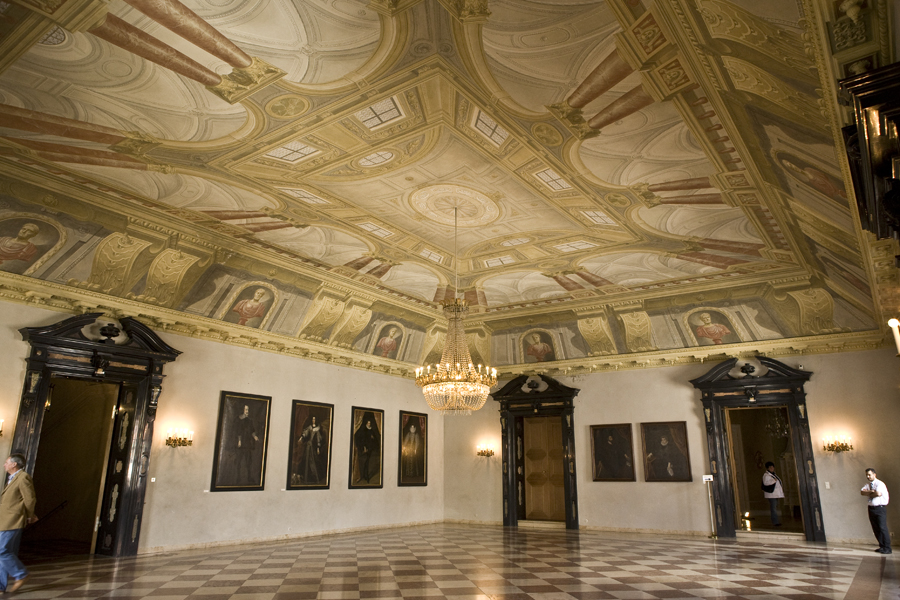
Un plafond en trompe-l'œil.
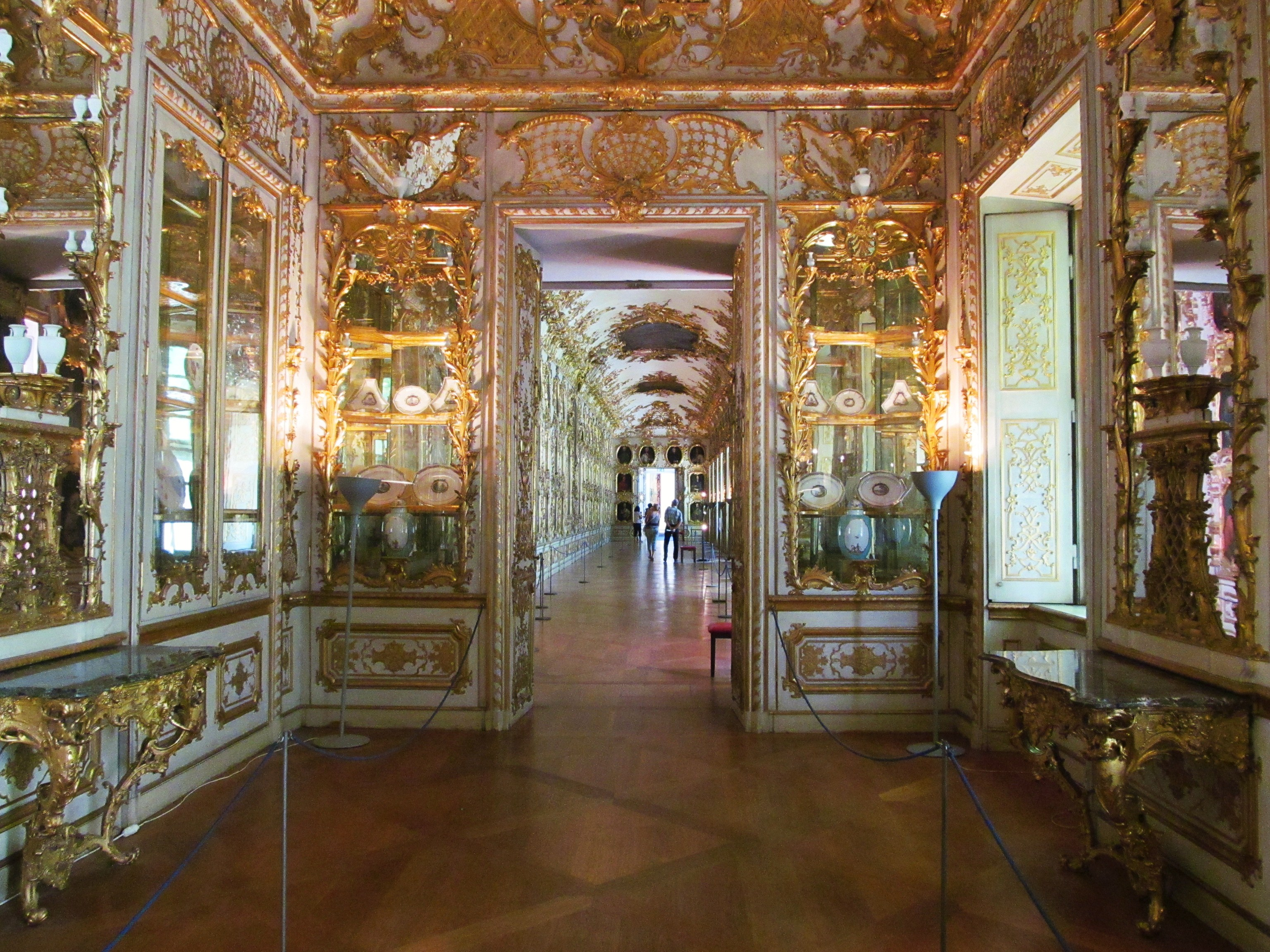
Salle des porcelaines.
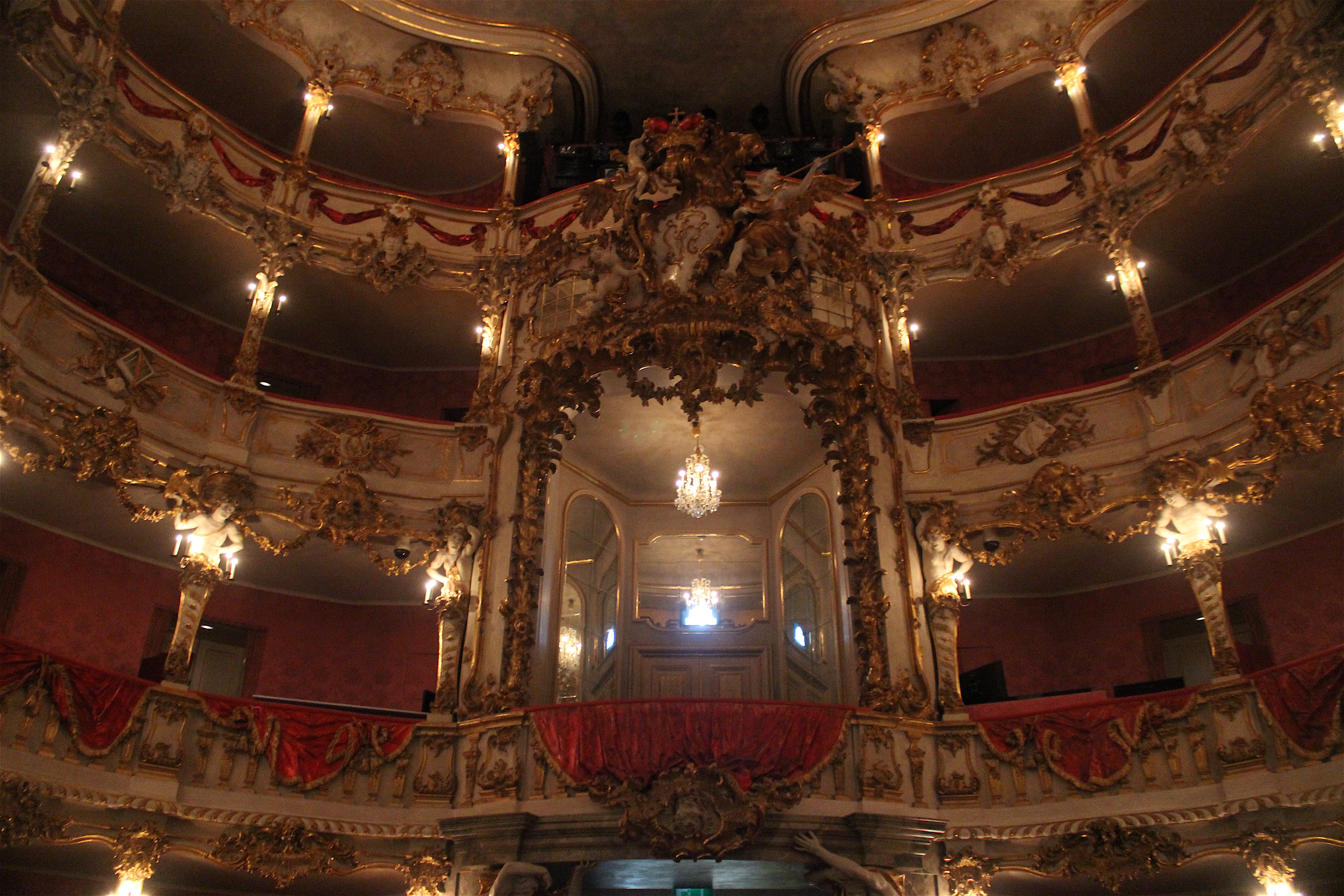
Théâtre Cuvilliés.
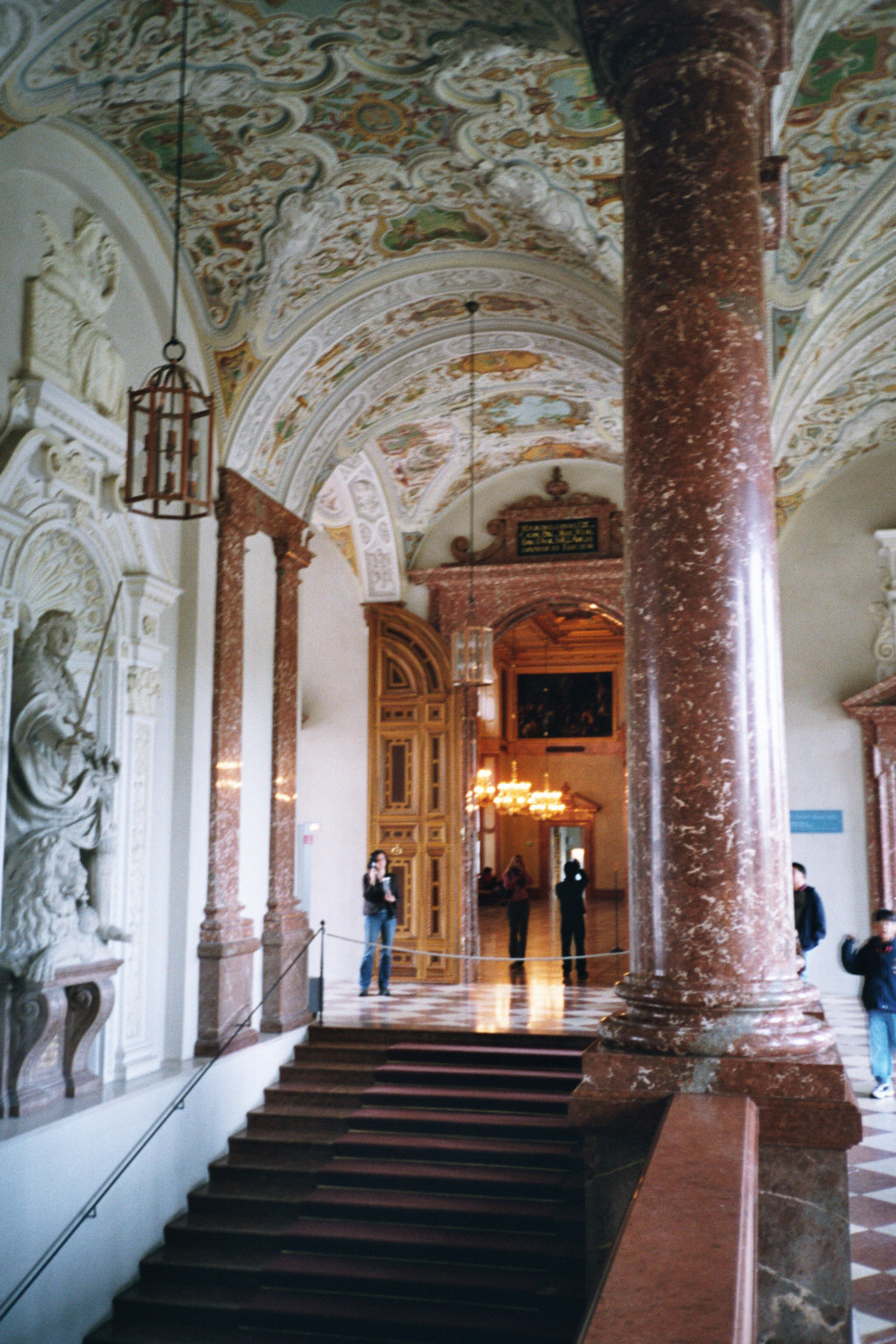
Escalier de l'Empereur.
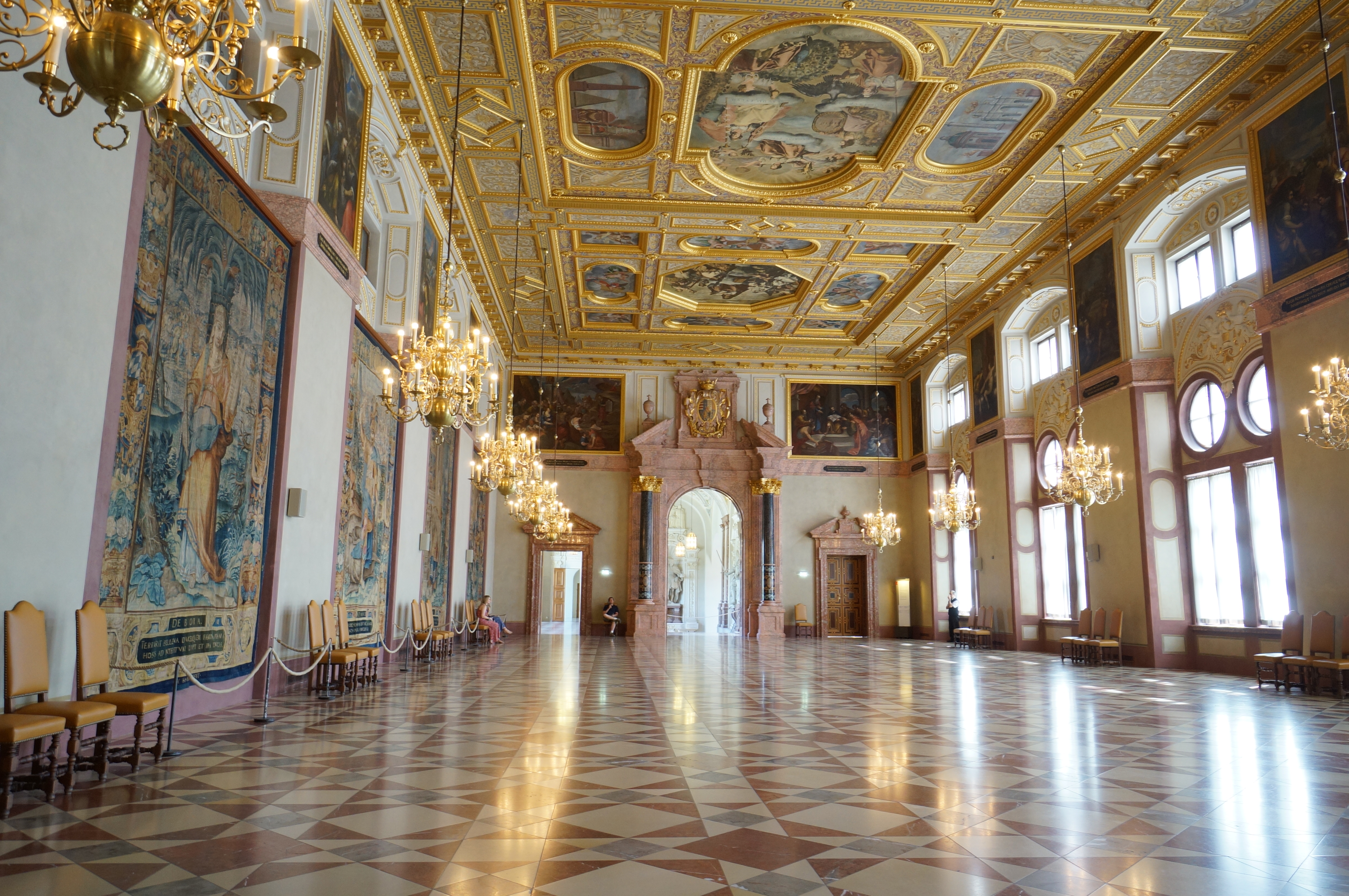
Salle de l'Empereur.
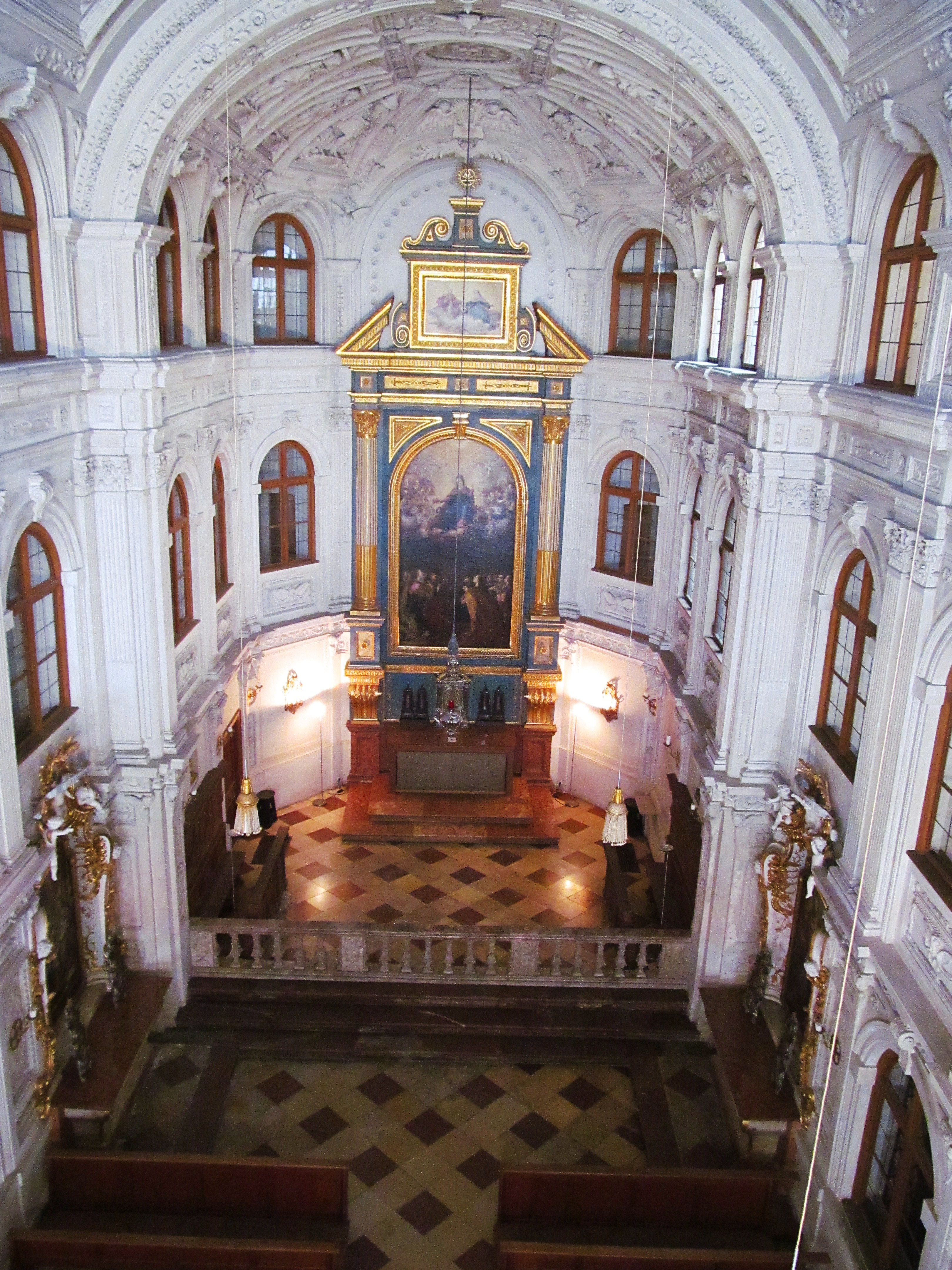
Èglise de la cour.
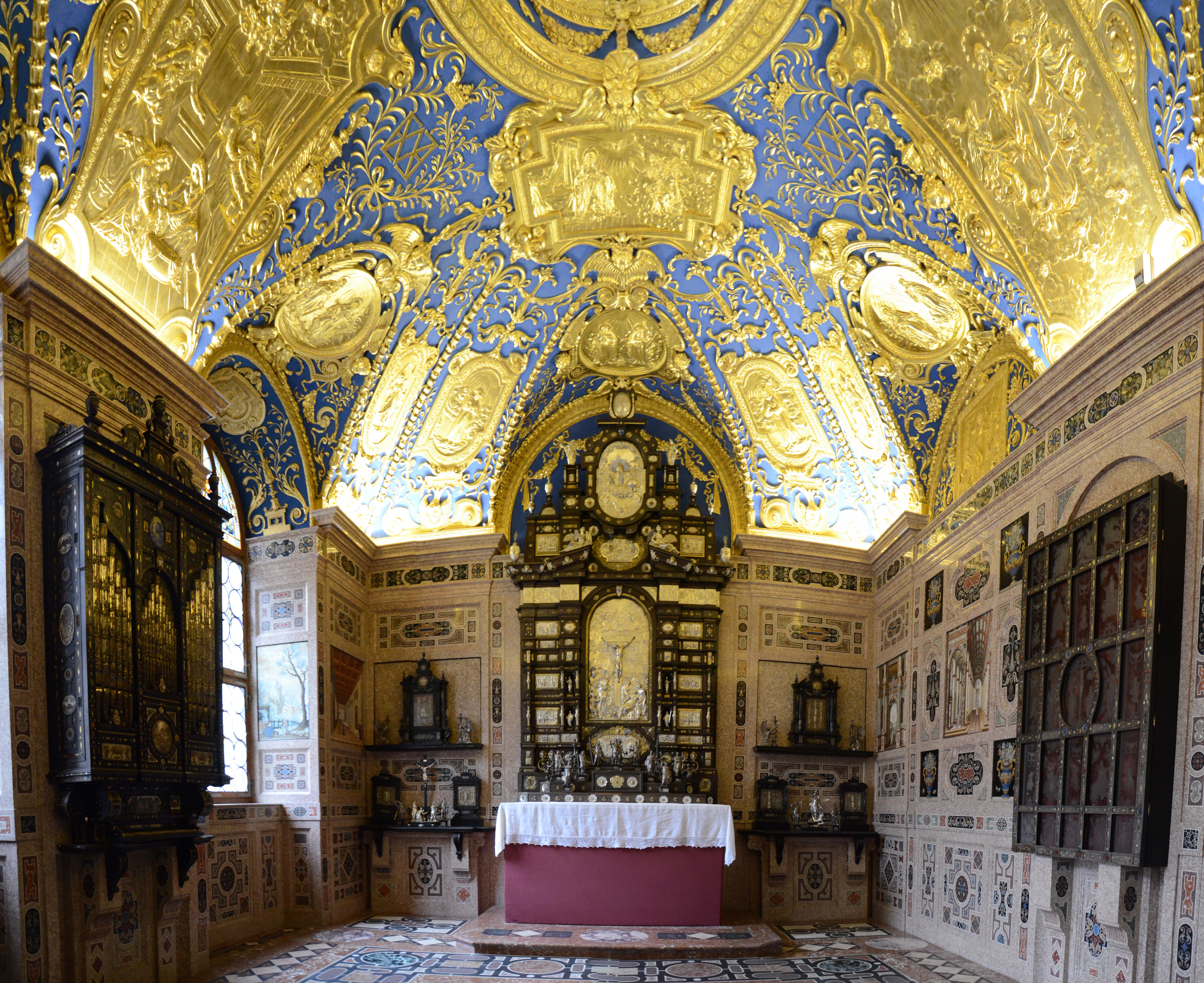
La Riche Chapelle .
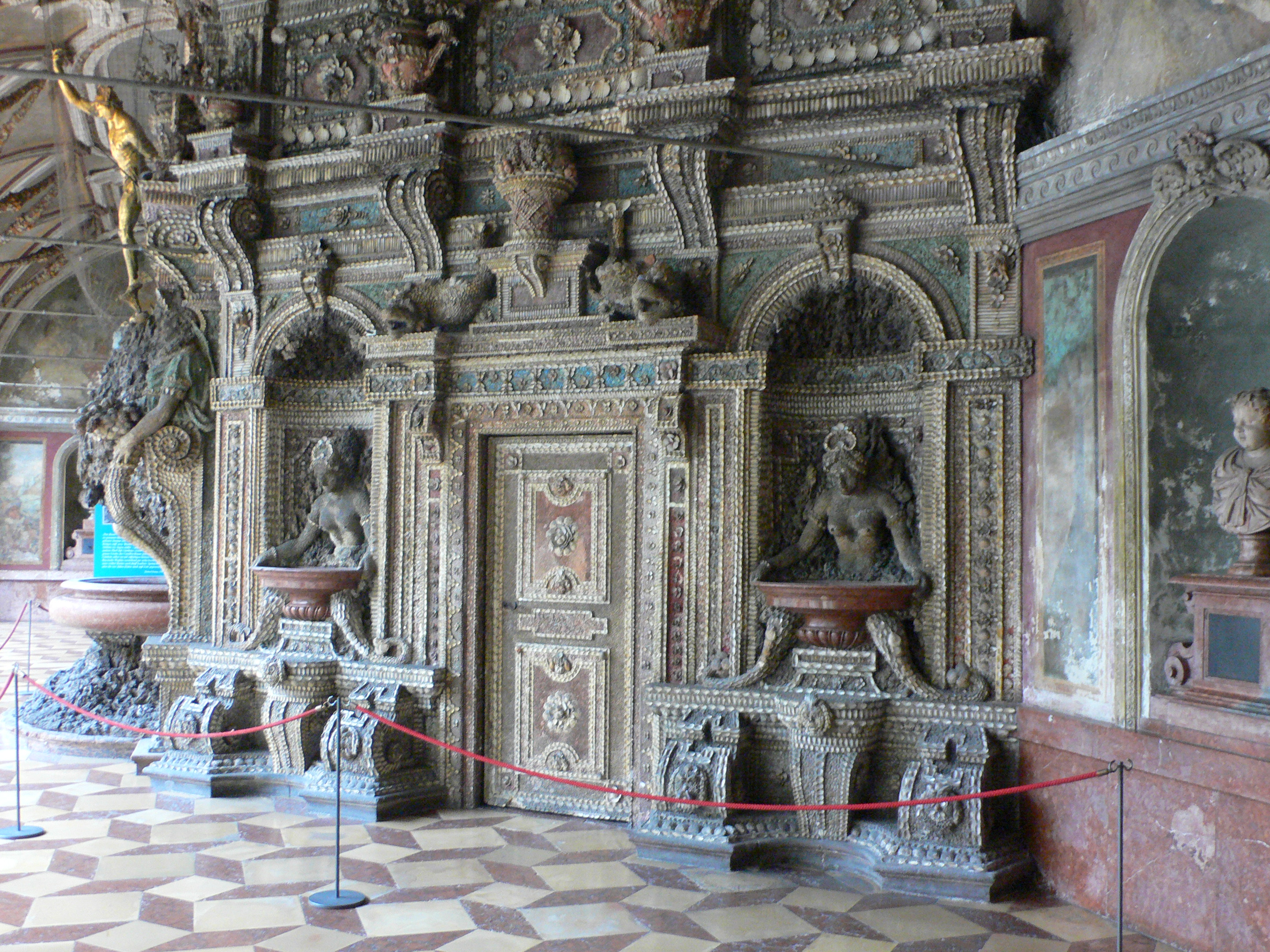
Grotte.
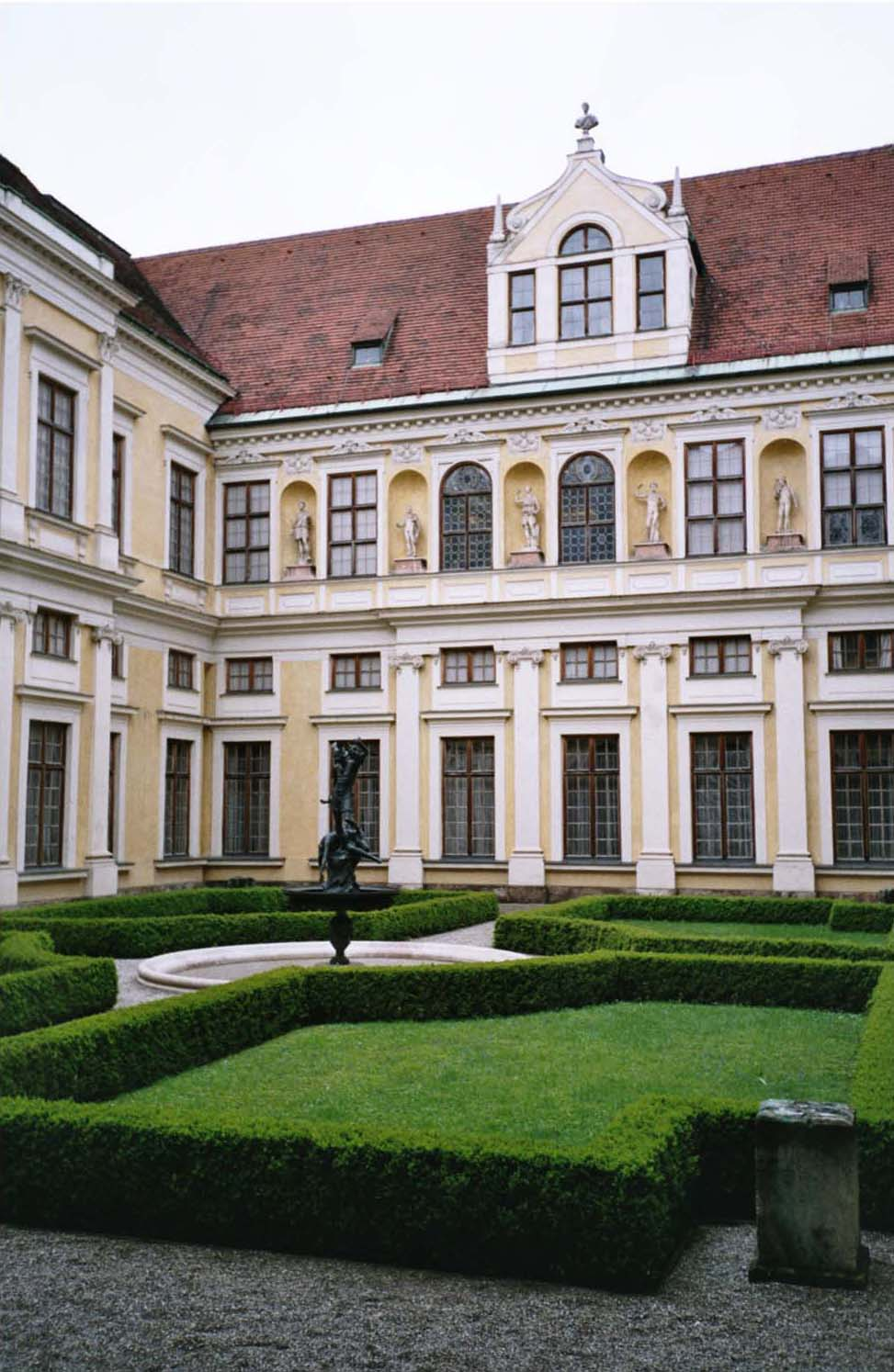
Jardin de la grotte.
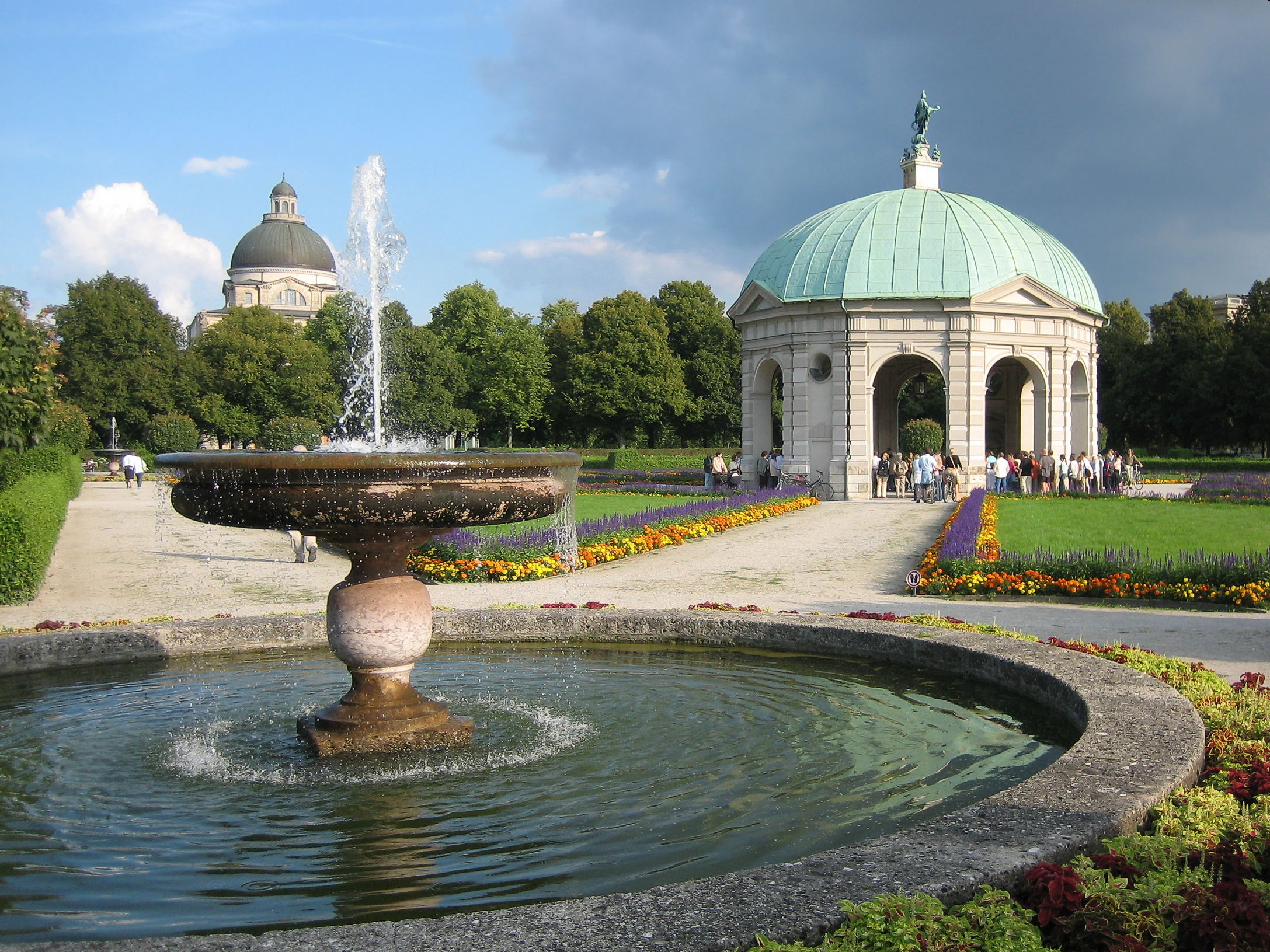
Jardin de la Cour.
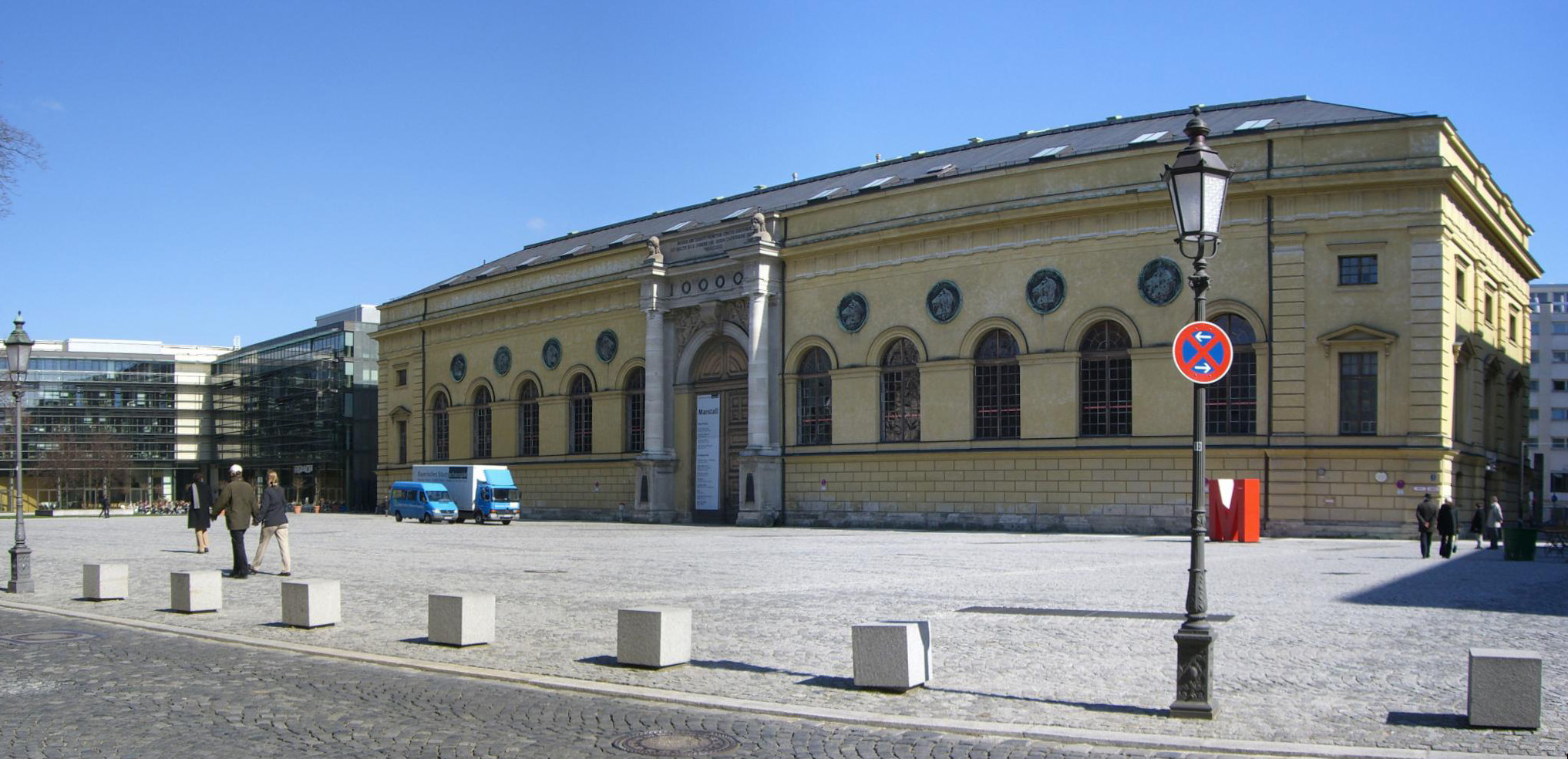
Les écuries de Munich (Marstall).

## Trésor

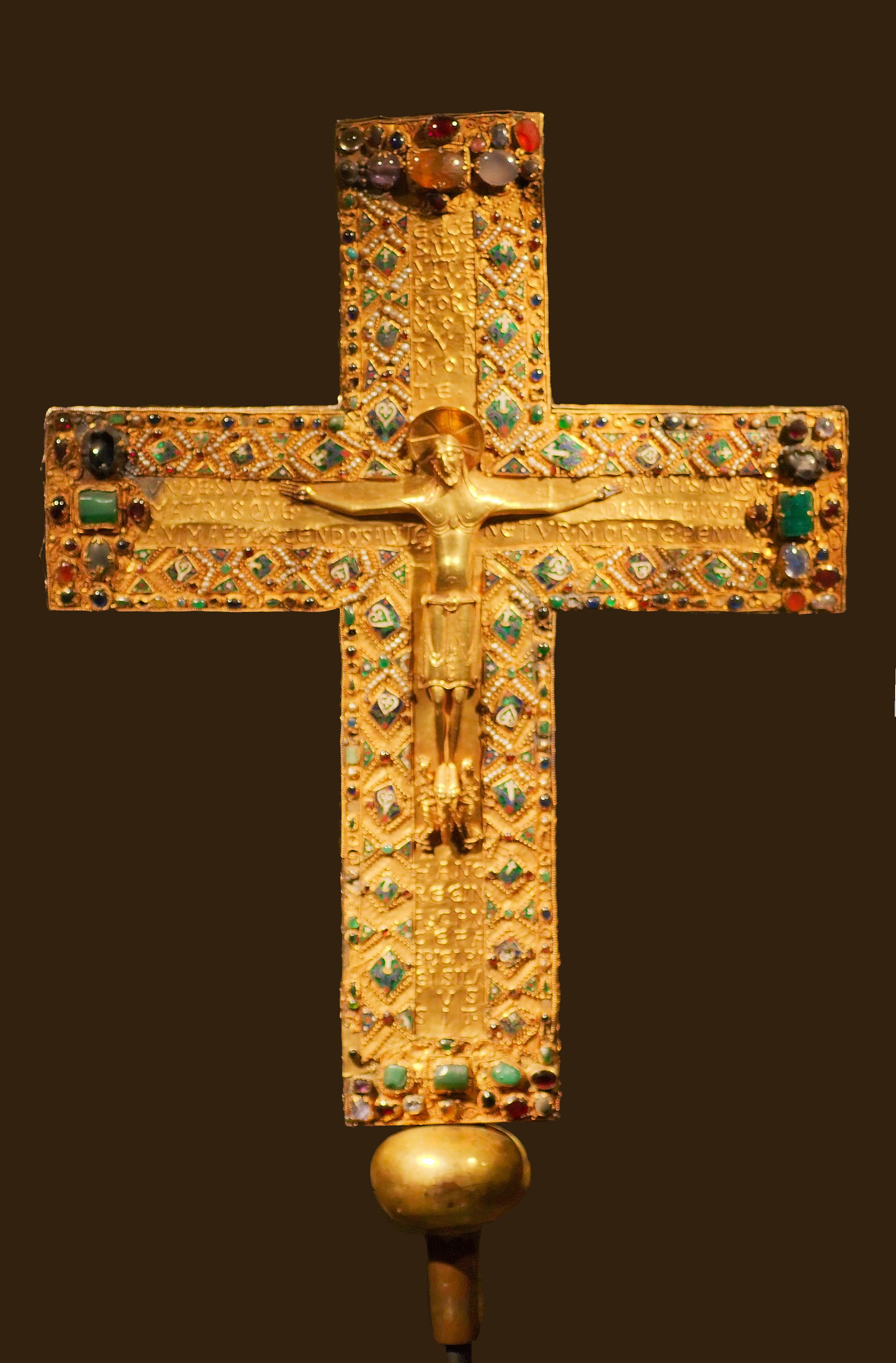
Croix de Gisèle de Bavière, reine de Hongrie (1006).
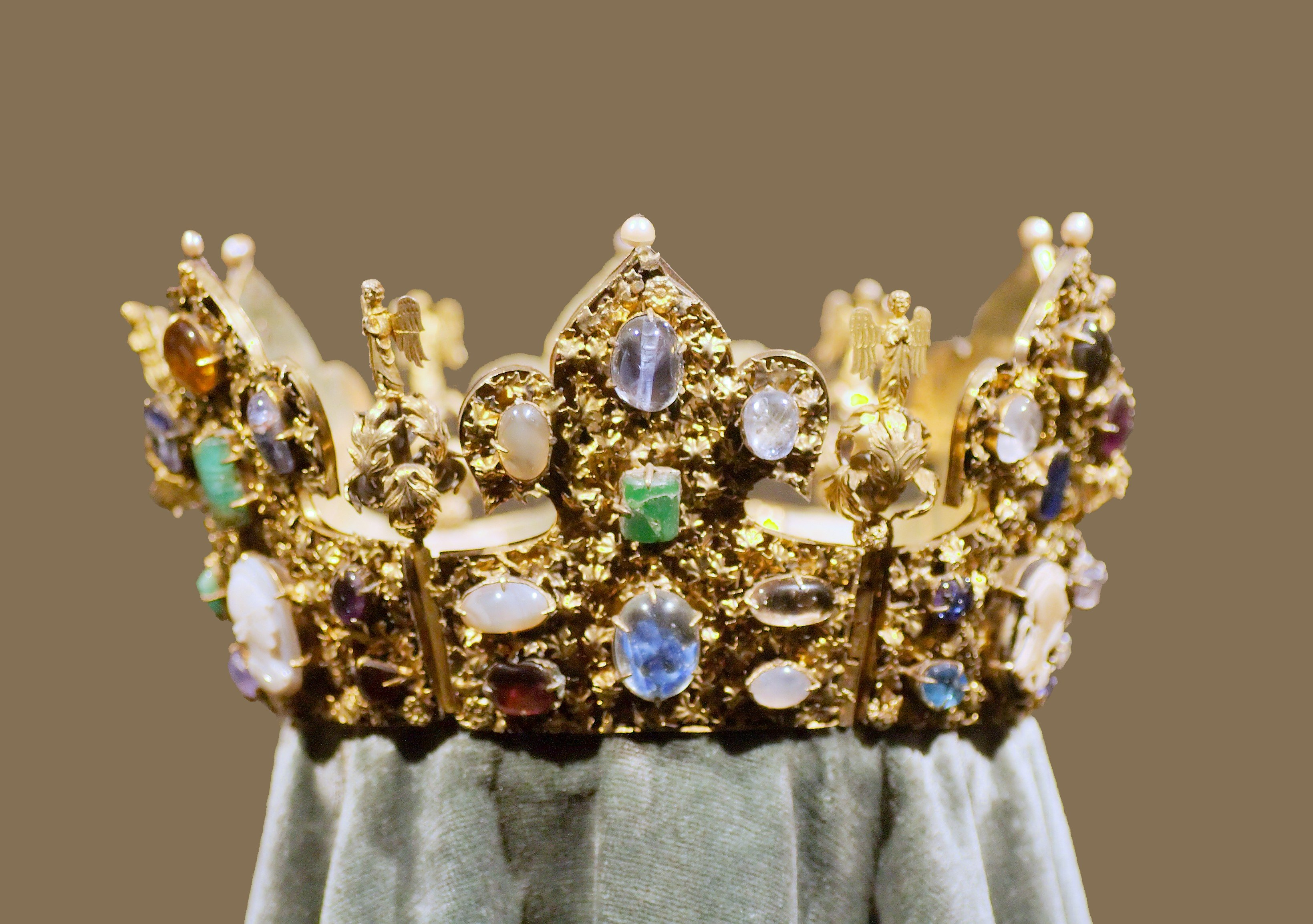
La couronne dite « de l'empereur Henri II » (vers 1270).
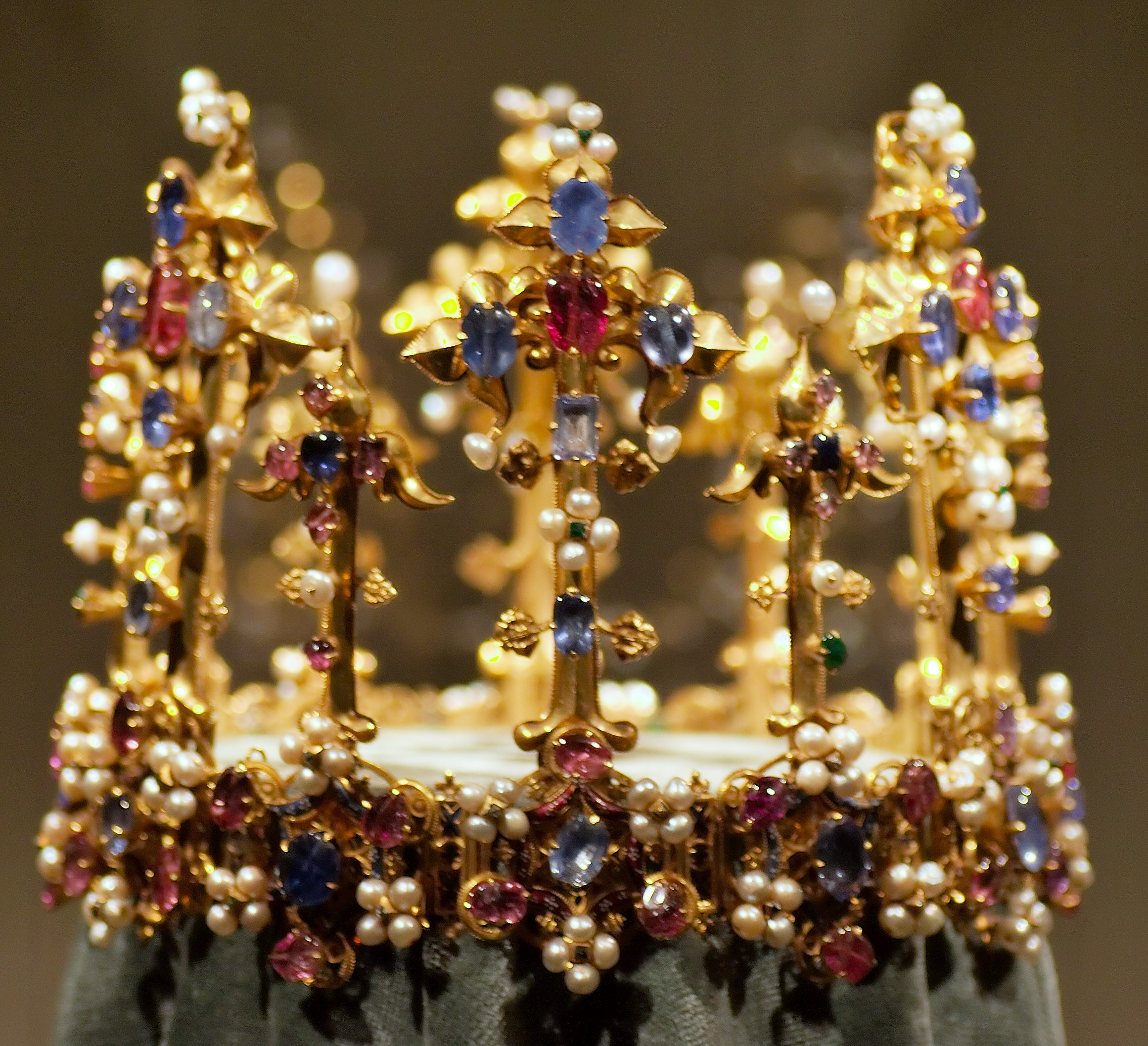
La couronne d'une reine d'Angleterre (1370).
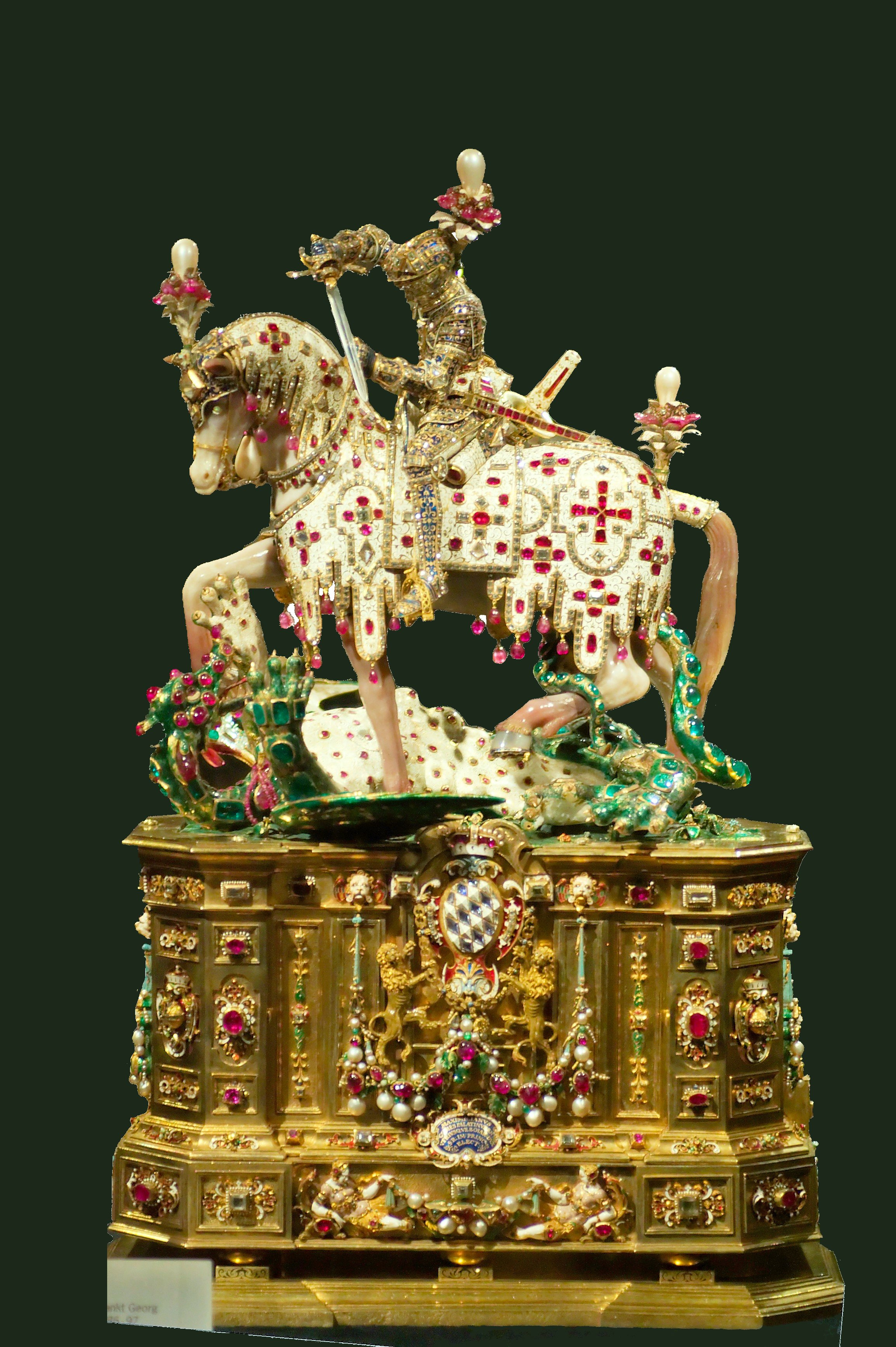
Statue de Saint-Georges (vers 1590).
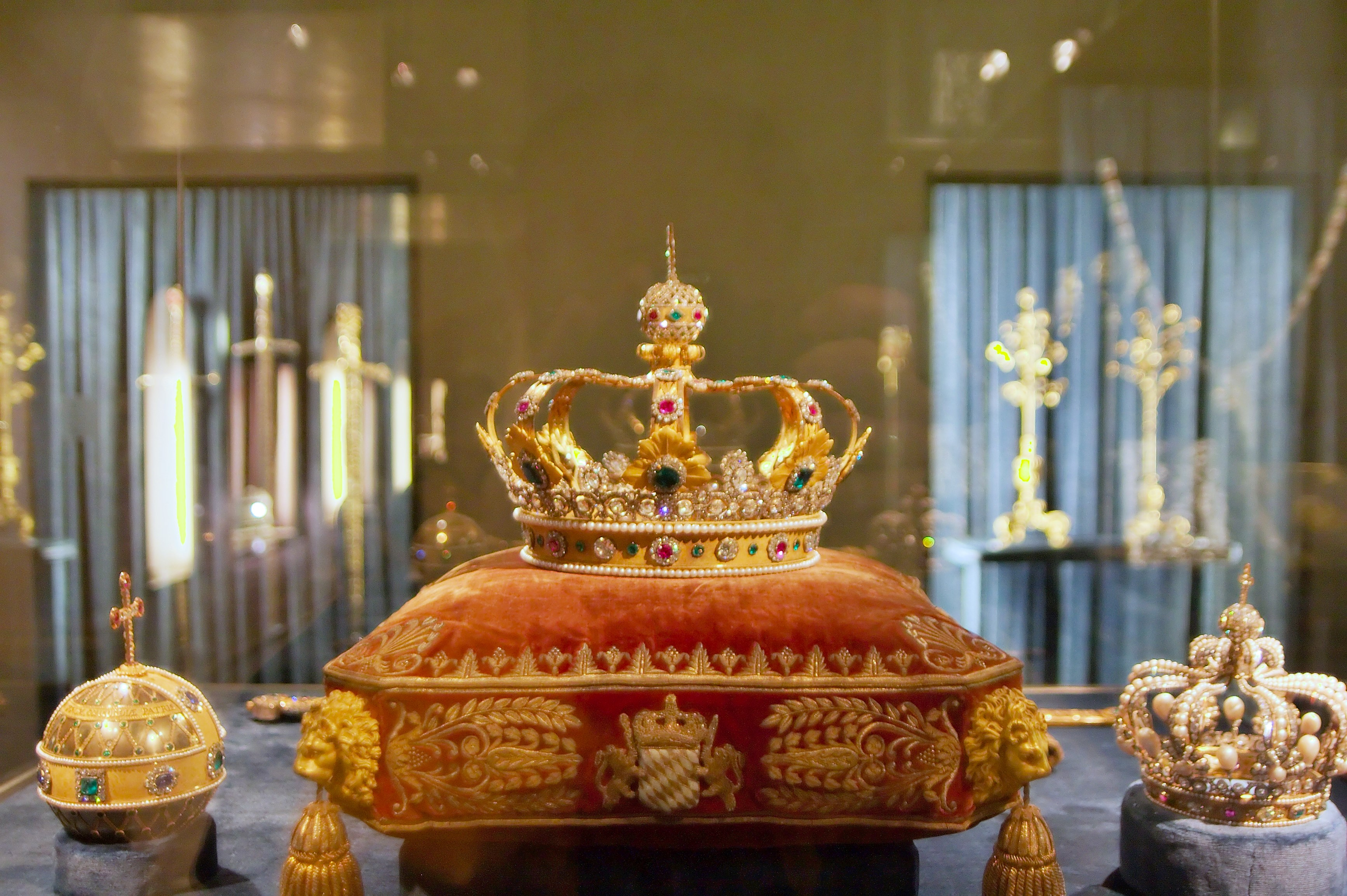
La couronne royale de Bavière (1806).
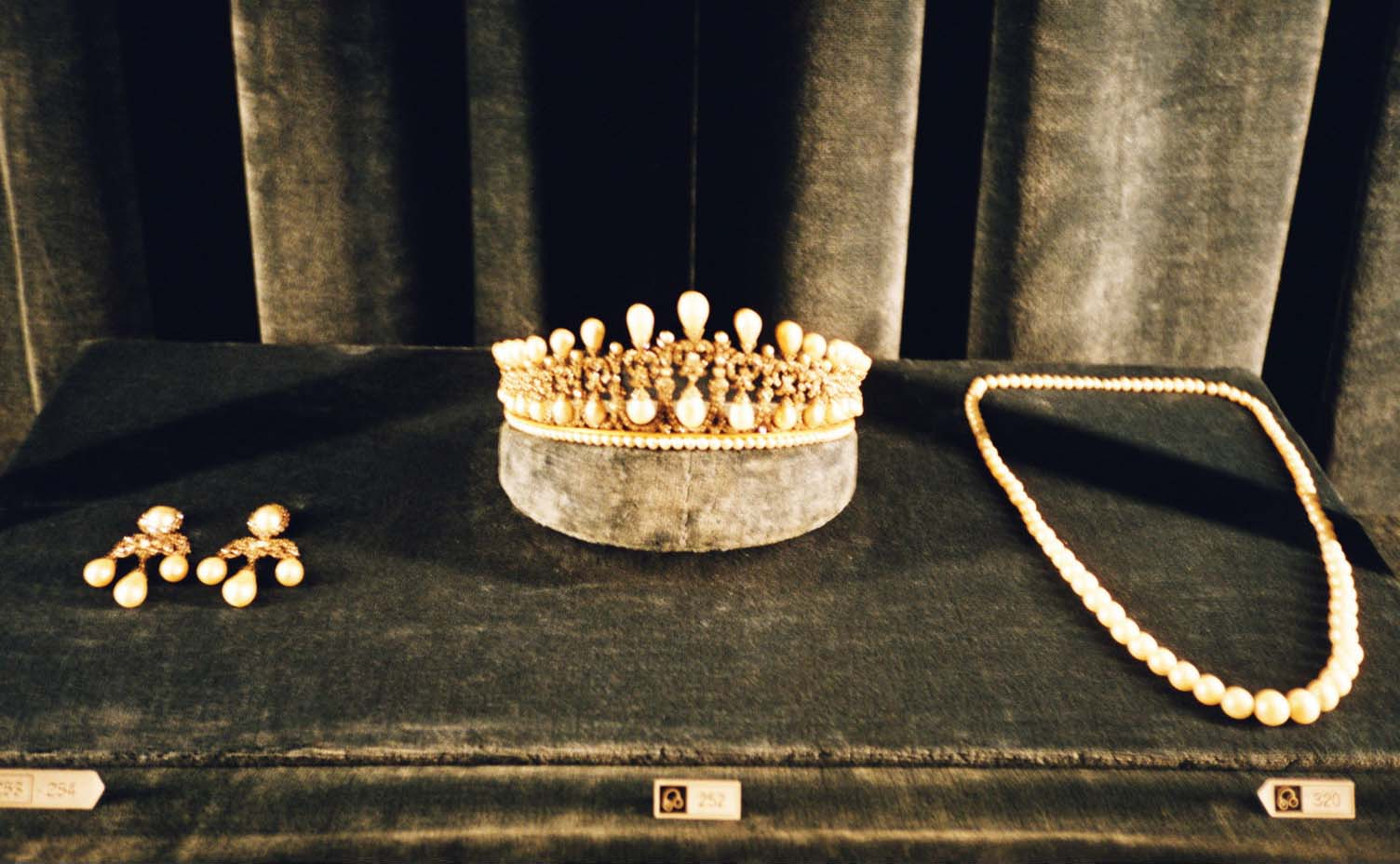
Diadème et collier de perles.
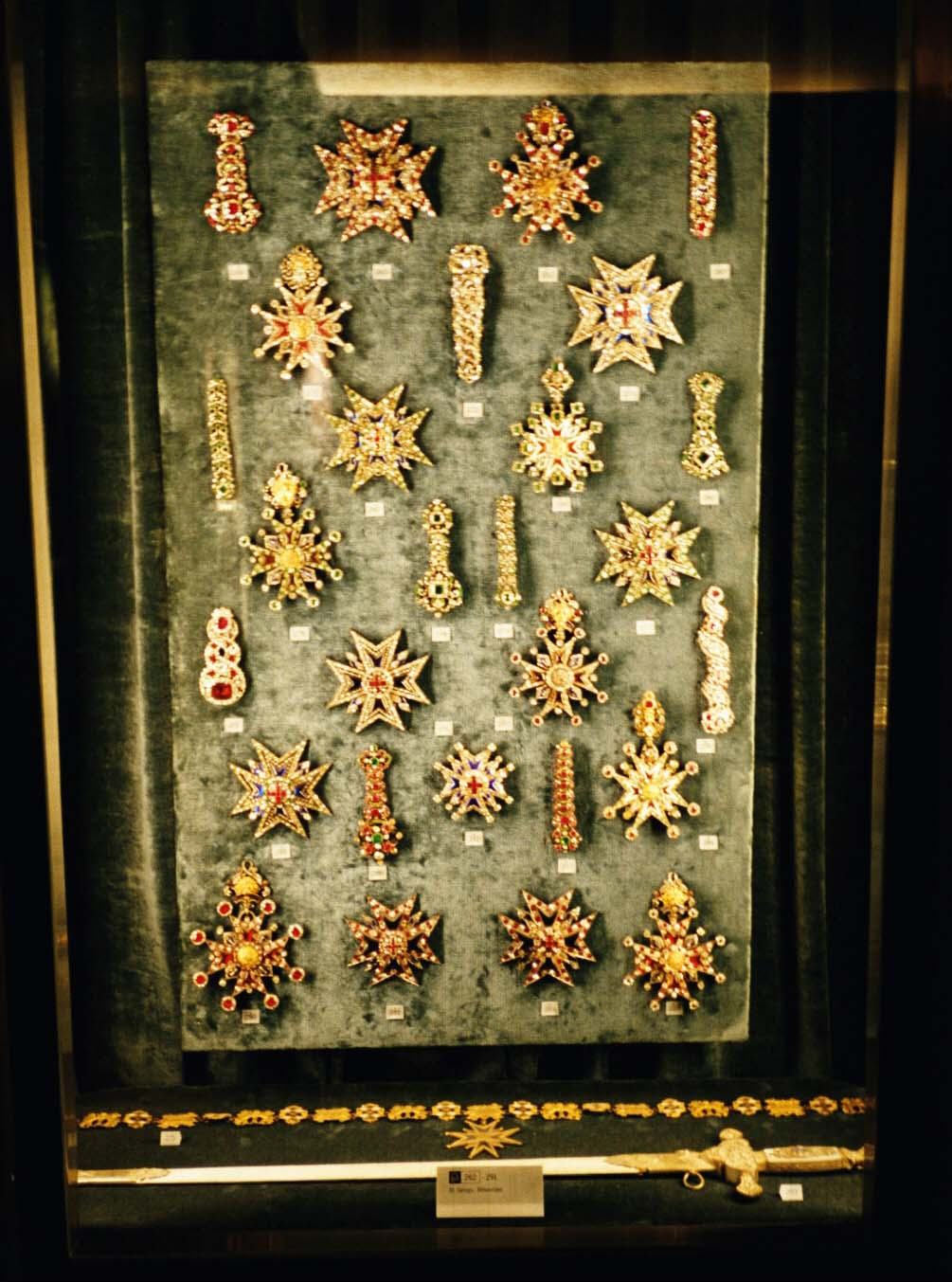
Décorations et distinctions diverses.